# Personalausweis (Deutschland)

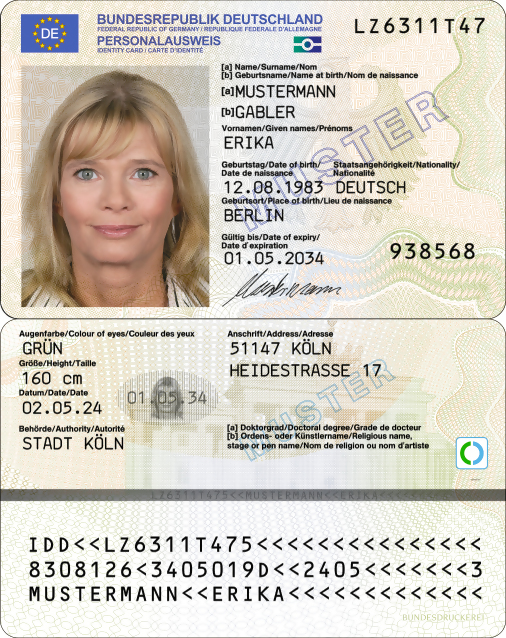
Vorder- und Rückseite des deutschen Personalausweises in der ab 2. Mai 2024 ausgegebenen Fassung

Der Personalausweis der Bundesrepublik Deutschland ist eine amtliche Urkunde als Identitätsnachweis für deutsche Staatsangehörige. Grundsätzlich vergibt ihn die für den Hauptwohnsitz zuständige Personalausweisbehörde auf Antrag des Bürgers.

## Chronologie
- Mittelalter: Wappen, Orden, Zunftzeichen erfüllten die Funktion eines Ausweises.
- Ab 1808: Adelsregister (in Bayern).
- Ab 1850: Passkarte im Deutschen Bund.
- Ab 1916: Personalausweis als Passersatz im Deutschen Reich[1]
- Ab 1938: Kennkarte als einer der Vorläufer des heutigen Personalausweises.[2] Das Mitführen war für Juden zwingend.
- Ab 1939: Fingerabdruck- und Ausweispflicht in okkupierten Ländern zur polizeilichen Einwohnererfassung; diesen Ausweis (Buchform) hatte der Inhaber dauernd bei sich zu führen.
- Mit Beginn des Zweiten Weltkriegs wurde der Ausweiszwang eingeführt. Am 10. September 1939 erschien im Reichsgesetzblatt die Verordnung über den Pass- und Sichtvermerkszwang sowie über den Ausweiszwang.[3]
- Aufgrund des Viermächtestatus wurde in Ost-Berlin bis 1953 und in West-Berlin bis 1990 nur der „Behelfsmäßige Personalausweis“ ohne Angabe des ausstellenden Staates ausgegeben. Auf dem Personalausweis, den die West-Berliner bis 1990 erhielten, war wegen eines Vorbehalts der alliierten Schutzmächte Berlins kein Bundesadler dargestellt.
- 1. Januar 1951: Der Personalausweis wurde in der damaligen Bundesrepublik und in West-Berlin in Form eines kleinen Passbuches im Format DIN A7 (74 mm × 105 mm) mit dunkelgrauem Einband (Bundesrepublik) und dunkelgrünem Einband (West-Berlin) ausgegeben.
- 1. November 1953: In der DDR wurden blaue Ausweise in Buchform ausgegeben.[4]

- 1. April 1987: Die Ausgabe von fälschungssichereren Personalausweisen erfolgte in Form von kunststofflaminierten Karten mit Papierinlett in dem in ISO/IEC 7810 beschriebenen ID-2-Format (Papierformat DIN A7, 74 mm × 105 mm). Es wurde hierfür erstmals eine Gebühr (10 DM) vom Antragsteller erhoben; zuvor waren die Ausweise kostenlos gewesen. Das Bundesinnenministerium schätzte 1987 den Gesamtbedarf auf 50 Millionen Stück. Die Bundesdruckerei in Berlin musste als Hersteller der Dokumente neue Produktionsanlagen für rund 120 Millionen Mark beschaffen.
- 1. November 2001: Einführung des Identigrams auf der Vorderseite des Ausweises als zusätzliches Sicherheitsmerkmal mit holografischen und kinematischen Elementen.
- 9. Januar 2002: Gesetzesänderung, die die Verwendung biometrischer Daten erlaubt. Die Einführung wurde mit Verweis auf die UN-Resolution 1373 vom 28. September 2001 als Folge der Terroranschläge am 11. September 2001 begründet.[5] Der ehemalige Bundesinnenminister Otto Schily hatte an der Gesetzgebung maßgeblichen Anteil durch die von ihm initiierten Antiterrorgesetze.

- 1. November 2007: Gleichzeitig mit der Einführung des Fingerabdrucks im ePass, die allerdings für den Personalausweis zunächst keine Relevanz hat, traten auch Änderungen für die Personalausweise in Kraft. So entfiel das Feld „Ordens- oder Künstlername“, und die Gültigkeitsdauer für Personalausweise von Antragstellern unter 24 Jahren wurde von fünf auf sechs Jahre angehoben. Antragsteller ab dem 25. Lebensjahr erhalten einen für zehn Jahre gültigen Personalausweis (bis Ende Oktober 2007 erst ab dem 26. Lebensjahr). Die Seriennummer wird zusätzlich auf der Rückseite des Ausweises aufgedruckt. Auf der Vorderseite werden die beiden schwarzen Linien innerhalb der maschinenlesbaren Zone als Mikroschriftzeilen mit dem Text „BUNDESREPUBLIK DEUTSCHLAND“ dargestellt.[6] Seit dem 1. November 2007 können Personalausweise für Kinder jeden Alters beantragt werden und dienen bei Reisen in die Staaten der Europäischen Union bzw. des Schengener Abkommens als Alternative zum (Kinder-)Reisepass. Kinder können seit dem 1. November 2007 nicht mehr in den Reisepass ihrer Eltern eingetragen werden, und bestehende Einträge verloren mit dem 26. Juni 2012 ihre Gültigkeit,[7] weshalb jede Person unabhängig von ihrem Alter ein eigenes Reisedokument benötigt.[8]

- 1. November 2010: Einführung des neuen Personalausweises (nPA, vormals ePA) im ID-1-Format (Scheckkartengröße) mit einem 13,56 MHz RFID-Chip (er ist oben rechts eingebettet), in dem die Personaldaten und die biometrischen Daten (Lichtbild sowie optional zwei Fingerabdrücke) gespeichert werden. Dadurch soll der Ausweisinhaber sicherer identifiziert werden können, und der Ausweis kann für amtliche Online-Dienstleistungen sowie für Geschäfte im Internet verwendet werden. Die Gebühr wurde auf 28,80 Euro angehoben, seit 1. Januar 2021 beträgt sie 37 Euro.
- 1. November 2019: Der nPA erfuhr geringfügige textliche Anpassungen im Hinblick auf die Angaben zum Namen und Geburtsnamen.
- 2. August 2021 (Versionsnummer 2108): Der nPA wurde der Verordnung (EU) 2019/1157 angepasst. Die Änderungen beziehen sich darauf, dass auf der Vorderseite der Ländercode „DE“ weiß in der blauen Europaflagge dargestellt ist und auf dem Personalausweis verpflichtend zwei Fingerabdrücke (als verschlüsselte Bilddatei) gespeichert sind. Außerdem wurde die maschinenlesbare Zone des Personalausweises um die Versionsnummer ergänzt.[9] Die verpflichtende Speicherung zweier Fingerabdrücke stößt bei Datenschützern auf Kritik, soll aber eine zweifellose Identifikation ermöglichen.[10] Ein Gutachten von Netzwerk Datenschutzexpertise kommt allerdings zum Schluss, dass eine zweifellose Identifikation auch mit einem Abdruck eines kleinen Fingers möglich sei.[11]
- 2. Mai 2024 (Versionsnummer 2405): Der Doktorgrad wurde auf die Rückseite verlegt.[12]

Geplante Änderungen
- 1. Mai 2025: Passbilder sollen nur noch digital erstellt und übermittelt werden, um Morphing zu verhindern.

Deutsche Personalausweise
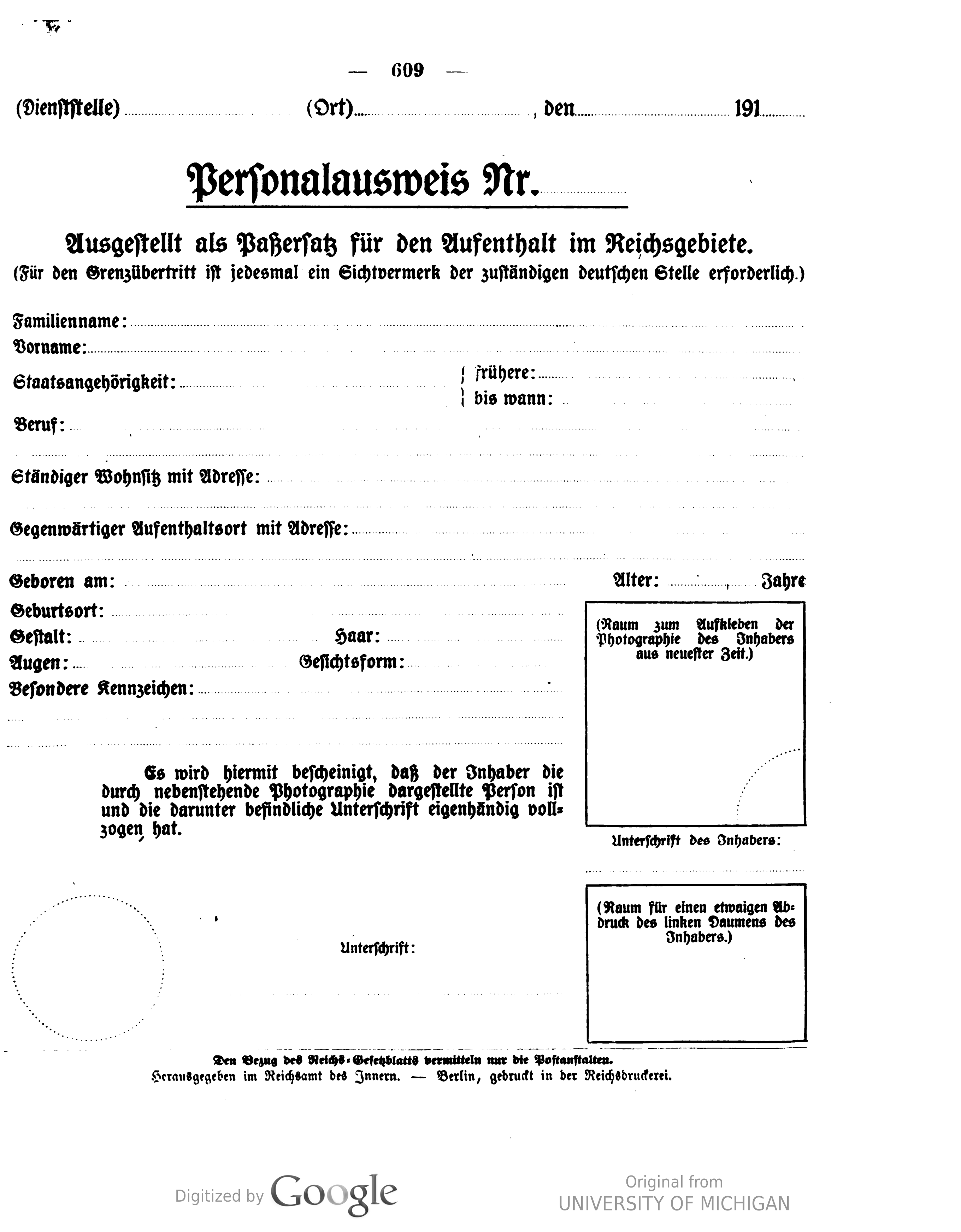
Vorlage Personalausweis (Reichsgesetzblatt 1916)
Kennkarte mit Fingerabdruck zur Zeit des Nationalsozialismus
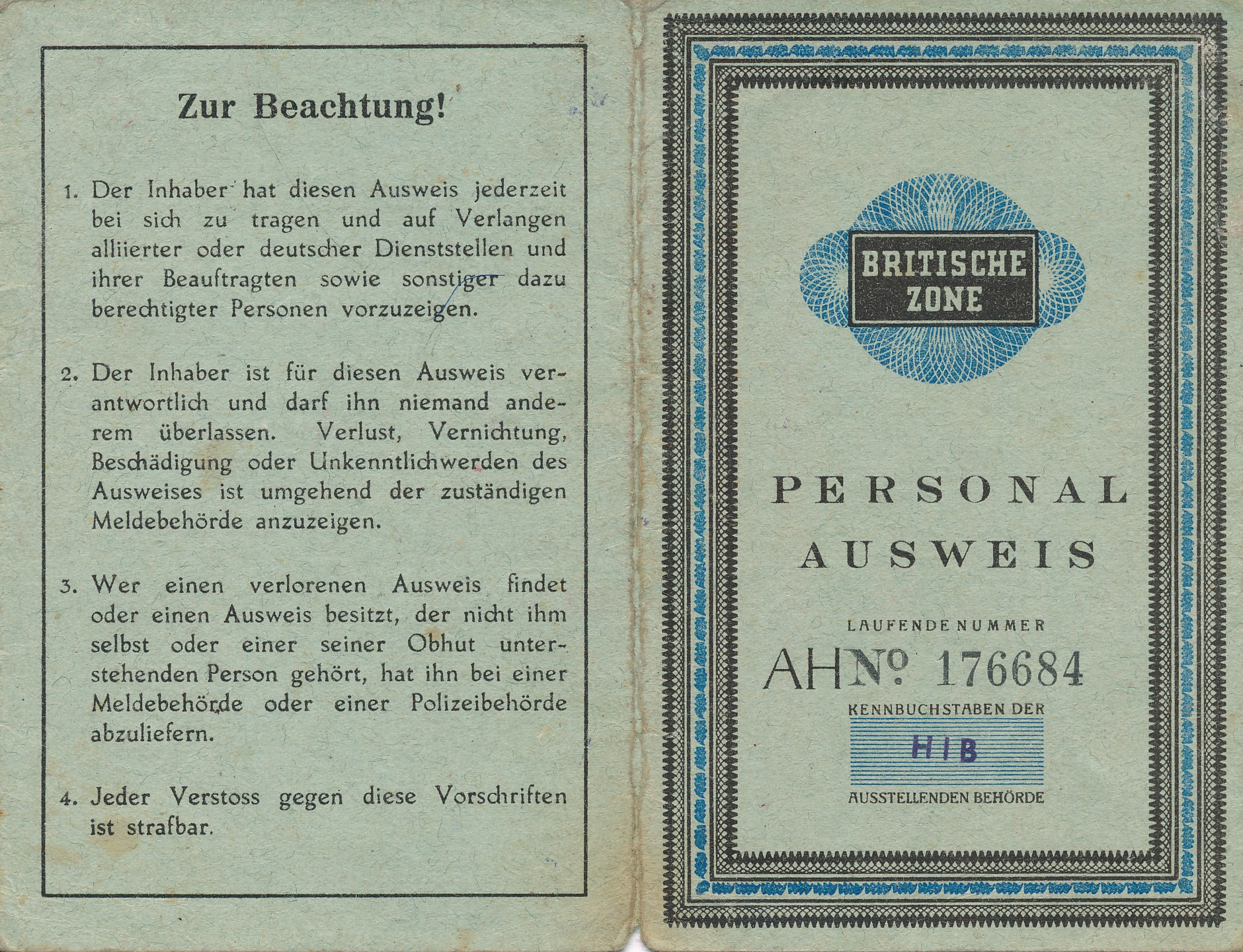
Personalausweis für Erwachsene in der britischen Besatzungszone
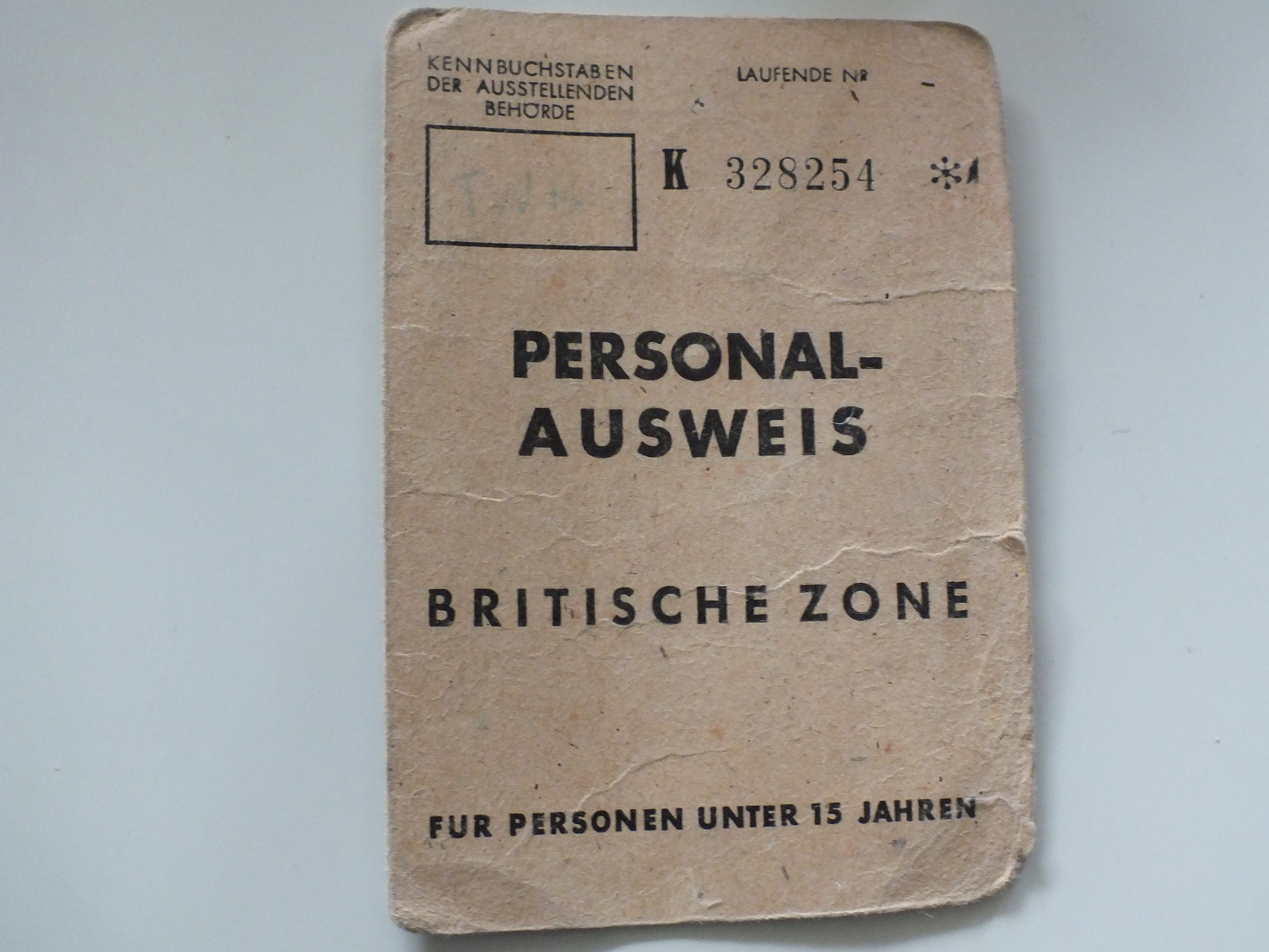
Personalausweis für unter 15-Jährige in der britischen Besatzungszone
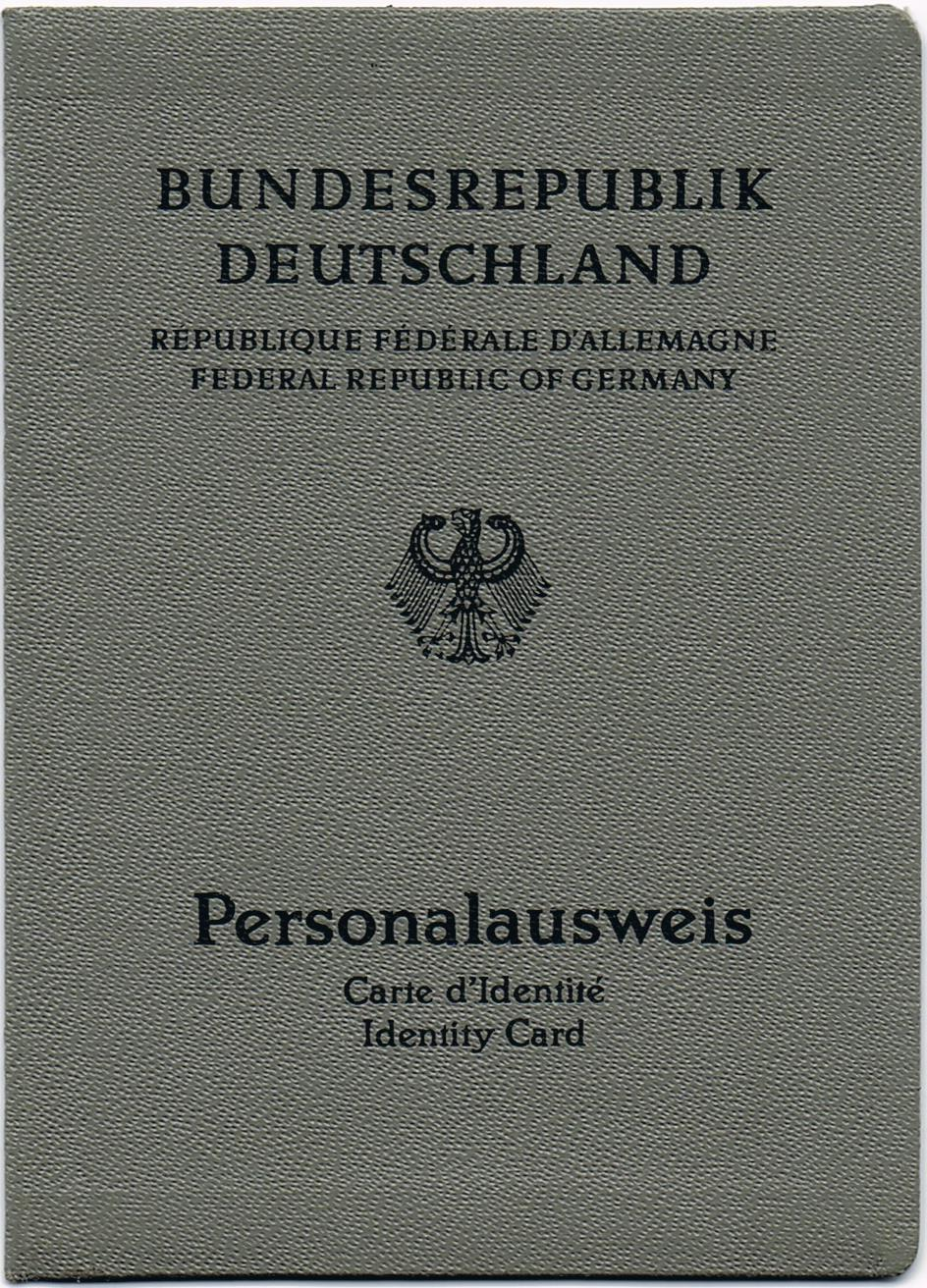
Bundesdeutscher Personalausweis, Ausgabezeitraum: Ende 1960er-Jahre bis 31. März 1987
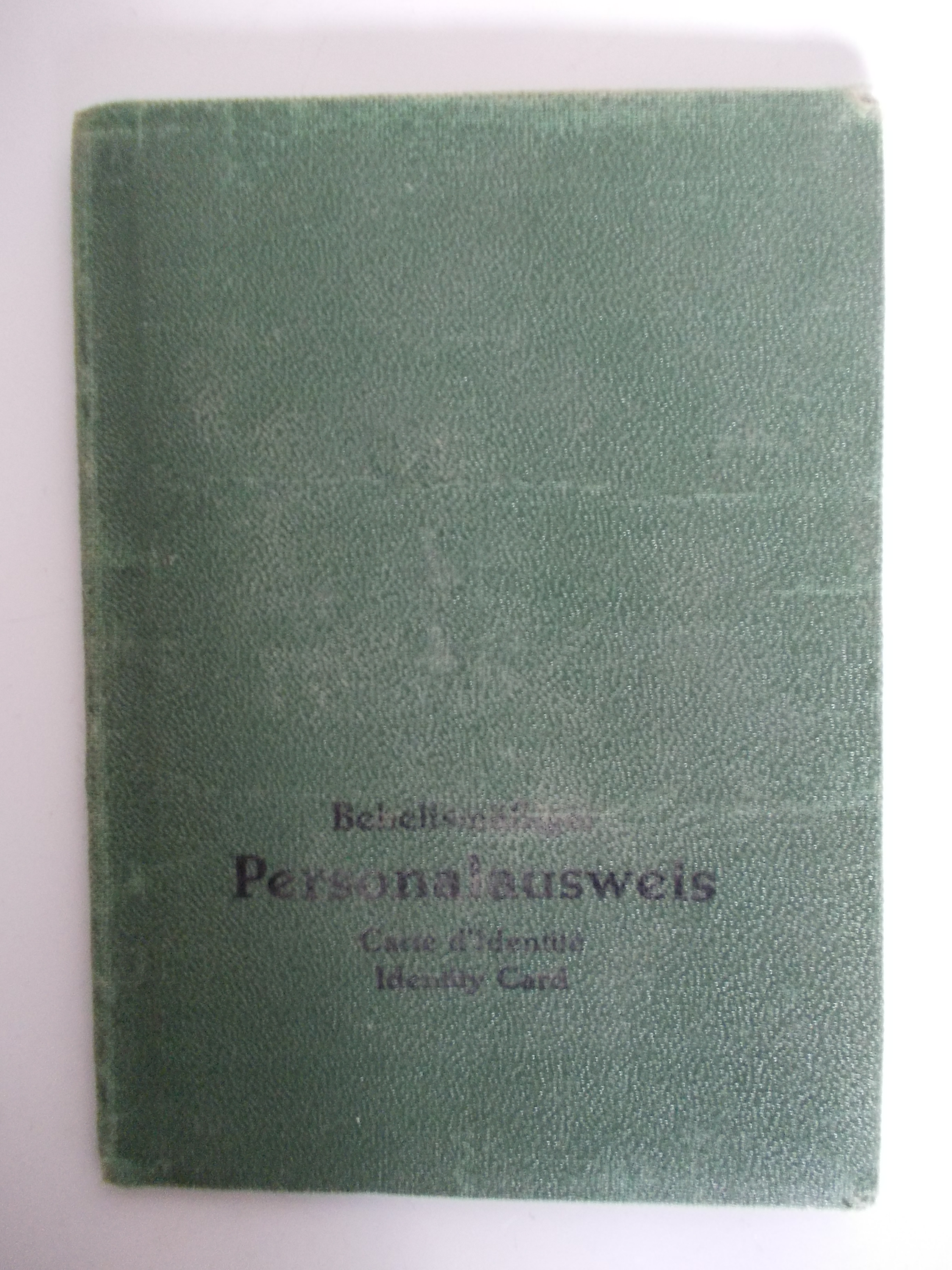
Behelfsmäßiger Personalausweis für West-Berliner
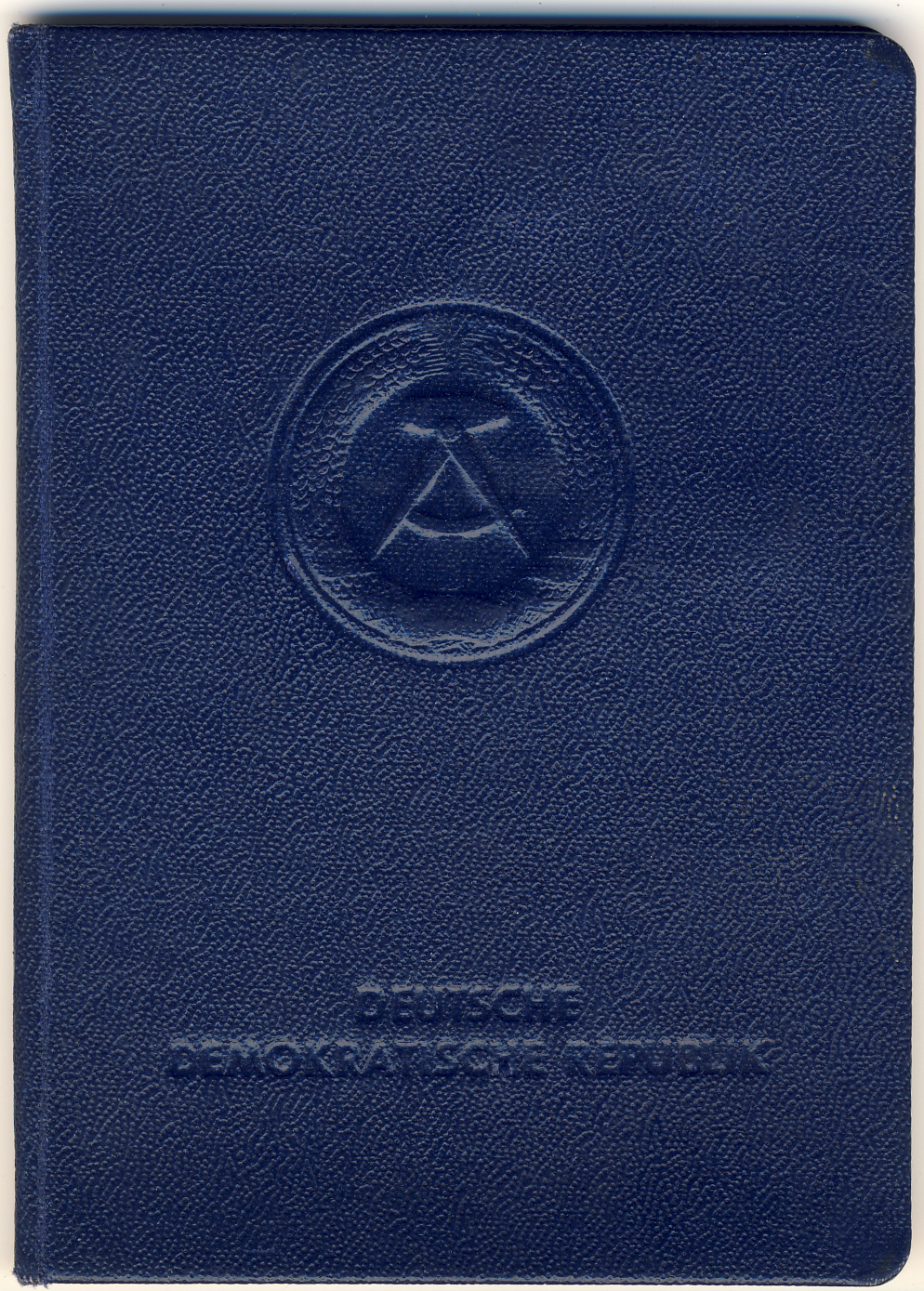
Personalausweis der DDR, Ausgabezeitraum: 1. November 1953 bis 2. Oktober 1990
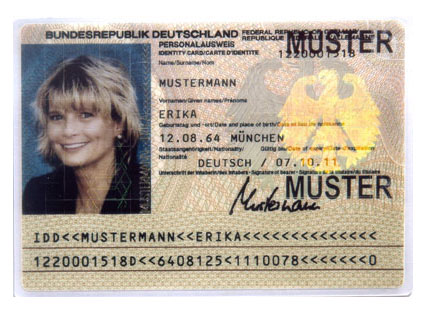
Personalausweis, Ausgabezeitraum: 1. April 1987 bis 30. Oktober 2010 (in den neuen Bundesländern erst nach der deutschen Wiedervereinigung)
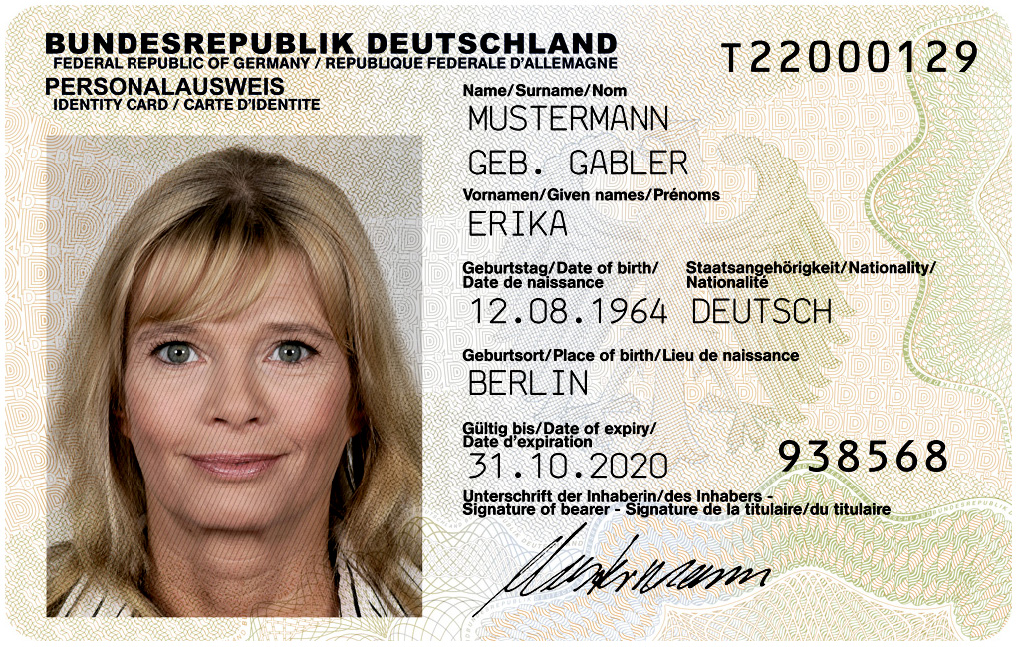
Personalausweis, Ausgabezeitraum: 1. November 2010 bis 18. Dezember 2019
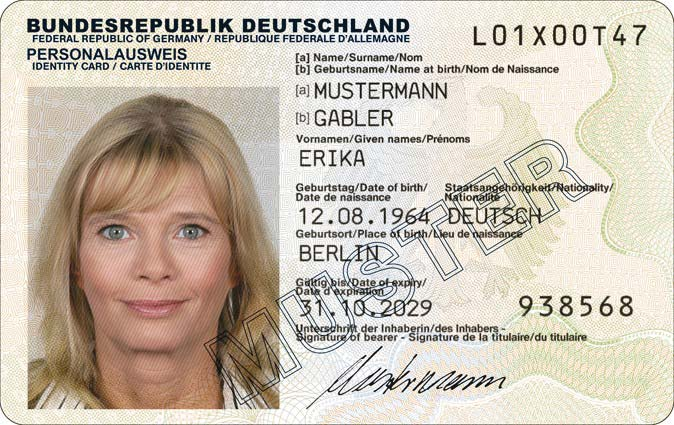
Deutscher Personalausweis in der vom 19. Dezember 2019 bis 1. August 2021 ausgegebenen Fassung
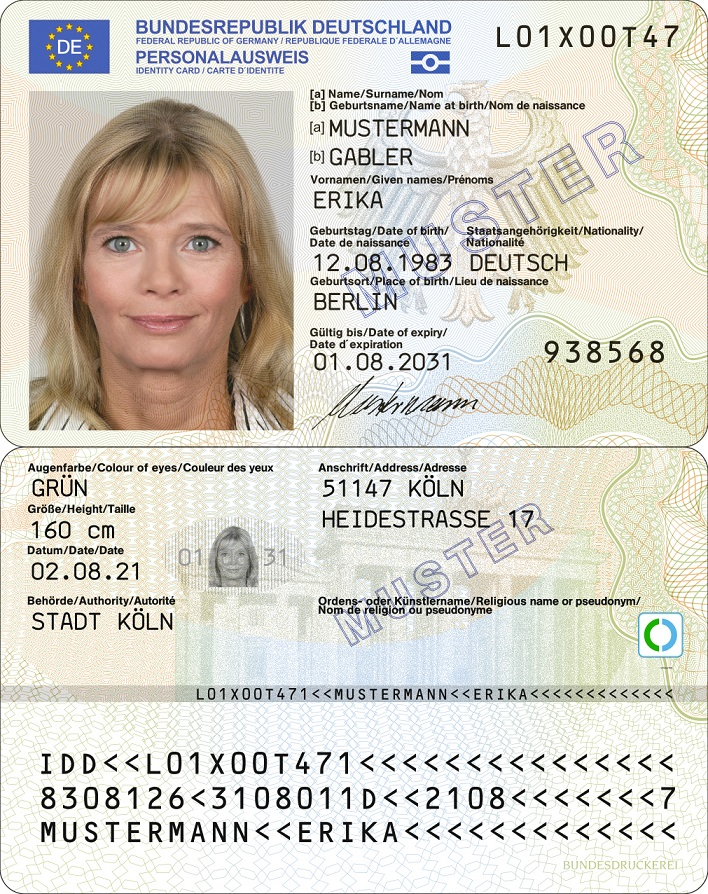
Vorder- und Rückseite des deutschen Personalausweises in der vom 2. August 2021 bis 1. Mai 2024 ausgegebenen Fassung

## Rechtsgrundlagen

### Allgemeines
Deutsche Staatsangehörige müssen ab Vollendung des 16. Lebensjahrs einen Ausweis zur Feststellung der Identität besitzen (Ausweispflicht § 1 PAuswG). Diese Pflicht kann durch einen Personalausweis oder einen Reisepass erfüllt werden, wobei der gleichzeitige Besitz beider Dokumente zulässig ist. Daher müssen nur diejenigen Personen einen Personalausweis besitzen, die keinen Reisepass haben.
Besitzen bedeutet allerdings nicht, dass man den Personalausweis oder den Reisepass in der Öffentlichkeit immer bei sich tragen muss. Eine Mitführungspflicht besteht nur in Ausnahmefällen, beispielsweise beim Führen bestimmter Waffen (vgl. § 38 WaffG). Das Lichtbild unterliegt nach § 7 Personalausweisverordnung bestimmten Vorgaben. In Deutschland sind das Personalausweisgesetz (PAuswG) und die landesrechtlichen Ausführungsgesetze einschlägig.
Als Zeichensatz ist in der Personalausweisverordnung String.Latin vorgegeben. Damit sind auch zahlreiche Sonderzeichen wie Buchstaben mit diakritischen Zeichen möglich.

### Beantragung, Gültigkeit und Gebühren
Personalausweise werden nach § 8 PAuswG grundsätzlich bei demjenigen Bürger- beziehungsweise Einwohnermeldeamt beantragt, das für den Hauptwohnsitz des Antragstellers zuständig ist. Wohnungslose beantragen den Ausweis bei derjenigen Gemeinde, in der sie sich aufhalten. Dasselbe galt für Auslandsdeutsche, die bis Ende 2012 ihren Personalausweis noch in Deutschland beantragen mussten; seit dem 1. Januar 2013 sind die jeweiligen diplomatischen oder konsularischen Auslandsvertretungen Deutschlands zuständig (§ 35 PAuswG). Seit dem 1. November 2007 können Personalausweise bereits mit der Geburt eines Kindes – also auch für Jugendliche unter 16 Jahren – beantragt werden. Hierzu wird die Geburtsurkunde respektive der bis 2006 ausgestellte Kinderausweis, Kinderreisepass oder Reisepass benötigt.
Der Personalausweis kann auch in jedem anderen Bürgeramt beantragt werden. In diesem Fall wird eine höhere Gebühr erhoben. Voraussetzung für die Antragstellung außerhalb des Hauptwohnsitzes ist, dass ein wichtiger Grund für die Beantragung dargelegt werden kann. Durch eine vorherige Kontaktaufnahme mit dem ausgewählten Bürgeramt kann die geplante Antragstellung eines Personalausweises vorbereitet und in Erfahrung gebracht werden, ob und inwieweit das Bürgeramt den dargelegten wichtigen Grund anerkennt.
Der Ausweis ist ab dem Datum der Beantragung zehn Jahre lang gültig, bei Beantragung vor Vollendung des 24. Lebensjahres sechs Jahre (§ 6 PAuswG). Die Ausstellungsgebühr beträgt im Inland 37 Euro (§ 1 des PAuswGebV). Entgegen der ursprünglichen Planung ist der erste Ausweis für Jugendliche zwischen 16 und 18 Jahren nicht mehr kostenlos; für Personen unter 24 Jahren beträgt die Gebühr 22,80 Euro. Wird der Ausweis im Ausland beantragt, steigt die Gebühr grundsätzlich um 30 Euro. Für Bedürftige kann die Gebühr ermäßigt oder erlassen werden (§ 1 PAuswGebV). Das nachträgliche Einschalten der Online-Ausweisfunktion, das Ändern der PIN im Bürgeramt und die Entsperrung der Online-Ausweisfunktion sind seit dem 1. Januar 2021 kostenfrei. Eine Deaktivierung der Onlinefunktion ist seit Juli 2017 nicht mehr möglich und der Personalausweis wird seitdem immer mit aktivem Chip ausgeliefert. Eine Sperrung (nicht Deaktivierung) ist nur über die Hotline mit der Telefonnummer 116116, z. B. bei Verlust, möglich.
Für die alten Personalausweise besteht keine Umtauschpflicht, sie sind bis zum aufgedruckten Ablaufdatum uneingeschränkt gültig.
Durch die zentrale Herstellung des Personalausweises in der Bundesdruckerei dauert es einige Wochen, bis der neue Ausweis verfügbar ist. Wenn sofort ab Antragstellung ein Ausweis benötigt wird, stellen inländische Behörden vor Ort einen vorläufigen Personalausweis aus (§ 3 PAuswG), der maximal drei Monate lang gültig ist (§ 6 Abs. 4 PAuswG). Die Gebühr beträgt 10 Euro (§ 1 Abs. 2 PAuswGebV).
Der Gültigkeitsbereich des Personalausweises für das Reisen erstreckt sich auf alle Mitgliedstaaten der Europäischen Union und des Schengen-Raums sowie die weiteren europäischen Zwergstaaten San Marino, Vatikanstadt, Monaco und Andorra.
Die Einreise ist auch möglich in die Westbalkan-Staaten Albanien,
Bosnien und Herzegowina,
Kosovo,
Nordmazedonien,
Montenegro und
Serbien (alle bis zu 90 Tage innerhalb von 180 Tagen). Weiterhin wird der Personalausweis als Reisedokument anerkannt in
Ägypten (zwei Lichtbilder sind mitzunehmen, die für eine Begleitkarte benötigt werden),
den Färöern,
allen französischen Überseegebieten,
Georgien,
Gibraltar,
Republik Moldau,
Nordzypern (bis zu 90 Tage),
der Türkei (bis zu 90 Tage innerhalb von 180 Tagen) und
Tunesien (im Rahmen einer Pauschalreise auf dem Luftweg mit Rückreise bis spätestens 31. Dezember 2024).
Alle anderen Länder verlangen hingegen einen Reisepass und teilweise zusätzlich ein Visum. Zu den Ländern, in die die Einreise nicht mit dem Personalausweis möglich ist, gehören somit unter anderem das Vereinigte Königreich (inkl. aller abhängigen Gebiete außer Gibraltar), Grönland und die außereuropäischen Teile der Niederlande. Gerade bei Flugreisen in die französischen Überseegebiete können Umstiege in Ländern nötig sein, die den Personalausweis nicht anerkennen.

### Eigentum
Der Personalausweis ist Eigentum der Bundesrepublik Deutschland (§ 4 Abs. 2 PAuswG). Nichtamtliche Veränderungen können strafbar sein (§ 273 StGB: Verändern von amtlichen Ausweisen und § 267 StGB: Urkundenfälschung). Ungültige Personalausweise können eingezogen und sichergestellt werden (§ 29 PAuswG).

### Hinterlegungsverbot
Vom Ausweisinhaber darf nach § 1 Abs. 1 PAuswG „nicht verlangt werden, den Personalausweis zu hinterlegen oder in sonstiger Weise den Gewahrsam aufzugeben“. Beispielsweise Fitnessstudios und Hotels dürfen Besuchern beim Betreten des jeweiligen Geländes den Ausweis also nicht abnehmen. Bei Verstoß ist aber keine Strafe oder Bußgeld vorgesehen. Hinterlegung dürfen nur zur Identitätsfeststellung berechtigte Behörden verlangen. Das Hinterlegungsverbot gilt nicht, wenn der Ausweis eingezogen oder sichergestellt werden muss (§ 1 Abs. 1 PAuswG).

### Kopiereinschränkungen
Von 2010 bis 2017 war das Ablichten des Personalausweises nur in Ausnahmefällen erlaubt. Seit den Änderungen des Personalausweisgesetzes 2017 kann der Personalausweis nach § 20 Absatz 2 abgelichtet (fotokopiert, fotografiert, eingescannt) werden, wenn der Ausweisinhaber damit einverstanden ist. Die entstandenen Kopien müssen „eindeutig und dauerhaft“ als Kopien zu erkennen sein (z. B. Schwarz-Weiß-Foto, Schriftzug „Kopie“) und dürfen nur vom Ausweisinhaber an andere weitergegeben werden.
Nur in bestimmten Fällen darf eine Ausweiskopie verlangt werden, weil solche Kopien für einen Identitätsdiebstahl missbraucht werden. Die Gefahr ist geringer, wenn der Ausweisinhaber nicht nur das Wort „Kopie“, sondern auch den Einsatzzweck und das Datum markiert, damit die Kopie ausschließlich für den angegebenen Zweck nutzbar ist. Es ist zulässig, dass der Ausweisinhaber Informationen, die nicht benötigt werden, auf der Ausweiskopie schwärzt. Das Bundesinnenministerium hat davor gewarnt, Ausweiskopien im Internet zu versenden.

### Juristische Funktionen des Personalausweises
Der Personalausweis dient der Identifikation und dem Nachweis einer Person als Bürger der Bundesrepublik Deutschland. Zwar sollen auch Staatenlose nach Artikel 27 des Staatenlosenübereinkommens von 1954 einen Personalausweis erhalten, aber in Deutschland trat dieses Übereinkommen am 24. Januar 1977 nur unter dem Vorbehalt in Kraft, dass Artikel 27 nicht angewandt wird. Solche Vorbehalte erlaubt Artikel 38 des Staatenlosenübereinkommens.

#### Wahrnehmung von Bürgerrechten und -pflichten
Zur Wahrnehmung von Bürgerrechten und Bürgerpflichten ist die Vorlage des Personalausweises oder Reisepasses erwünscht oder notwendig. Bei einer Bundestagswahl beispielsweise kann der Wahlvorstand verlangen, dass der Wähler sich ausweist. Dies soll insbesondere dann geschehen, wenn der Wähler keine Wahlbenachrichtigung vorlegen kann (§ 56 Abs. 3 Bundeswahlordnung) oder mit einem für die Briefwahl beantragten Wahlschein im Wahllokal wählen möchte. Für andere Wahlen auf Landesebene und kommunaler Ebene gelten ähnliche Vorschriften.

#### Feststellung der Person
Insbesondere im privaten Rechtsverkehr, d. h. bei Abschluss von Kauf- oder sonstigen Verträgen, wollen beide Vertragsparteien Gewissheit haben, dass der jeweilige Vertragspartner tatsächlich existiert und der Vertrag nicht unter falschem Namen geschlossen wird. Der Nachweis erfolgt dabei häufig durch die Vorlage des Personalausweises. Damit dient der Personalausweis der Erleichterung und Beschleunigung des privaten Rechtsverkehrs. Gleichzeitig gilt er als Altersnachweis.
Darüber hinaus muss bei manchen Rechtsgeschäften im Privatverkehr aufgrund gesetzlicher Vorschriften die Identität der Person festgestellt werden, besonders bei notariellen Verträgen, aber beispielsweise auch zur Eröffnung eines Girokontos bei einer Bank. Ohne die Vorlage eines Personalausweises oder eines vergleichbaren amtlichen Personaldokumentes eröffnen die Banken keine Konten. Die Identifikationspflicht ergibt sich aus § 154 Abgabenordnung i. V. m. dem Geldwäschegesetz.

#### Nachweis der deutschen Staatsangehörigkeit
Das Bestehen der deutschen Staatsangehörigkeit wird in der Regel mit einem gültigen Pass oder Personalausweis der Bundesrepublik Deutschland hinreichend glaubhaft gemacht. Ein Staatsangehörigkeitsausweis wird daher grundsätzlich nur dann benötigt, wenn die deutsche Staatsangehörigkeit zweifelhaft und klärungsbedürftig ist oder ein urkundlicher Nachweis über deren Bestehen von einer deutschen oder ausländischen öffentlichen Stelle verlangt wird.
Die Staatsangehörigkeit erwirbt auch, wer seit zwölf Jahren von deutschen Stellen als deutscher Staatsangehöriger behandelt worden ist und dies nicht zu vertreten hat (sog. Ersitzung). Der Betreffende darf weder die deutschen Stellen über das Bestehen seiner deutschen Staatsangehörigkeit getäuscht noch einen diesbezüglichen Irrtum aufrechterhalten haben.  Als deutscher Staatsangehöriger wird insbesondere behandelt, wem ein Staatsangehörigkeitsausweis, Reisepass oder Personalausweis ausgestellt wurde (§ 3 Abs. 2 Satz 2 StAG) und der dabei auf die Richtigkeit von Verwaltungshandeln vertraut hat.

#### Nachweis der Wohnadresse

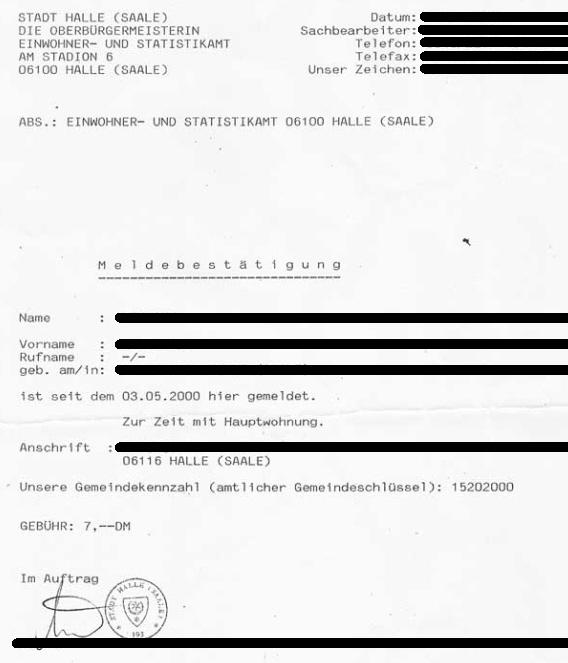
Beispiel einer Meldebestätigung

In Deutschland wird die im Melderegister geführte Anschrift des Inhabers auf dem Personalausweis, nicht aber auf dem Reisepass dokumentiert. Bei Auslandsdeutschen kann auch der Vermerk „keine Hauptwohnung in Deutschland“ eingetragen werden (§ 5 Abs. 2 Nr. 9 PAuswG). Bei einer Änderung des Wohnsitzes wird kein neuer Personalausweis beantragt. Stattdessen wird von der zuständigen Meldestelle rückseitig ein Aufkleber mit der neuen Adresse über das Adressfeld geklebt, der gesiegelt und von einigen Meldestellen mit einer selbstklebenden transparenten Folie überklebt wird. Manche Personalausweisbehörden versehen den Aufkleber mit dem Tagesdatum. Durch dieses Aufkleberverfahren werden bei häufigen Adressänderungen die Kosten für den Bürger reduziert, weil nicht jeweils ein neuer Personalausweis beantragt werden muss. Benötigt ein Bürger, der ausschließlich einen Reisepass besitzt, einen Nachweis über seine Wohnadresse, stellen die Meldestellen auf Anfrage eine Meldebestätigung aus. Dasselbe gilt für den Nachweis eines Zweitwohnsitzes, denn im Personalausweis wird nur der Hauptwohnsitz genannt.

### Pflichten des Ausweisinhabers
Manche Landesgesetze verpflichten Ausweisinhaber ausdrücklich dazu, einen neuen Personalausweis zu beantragen, bevor der bisherige seine Gültigkeit verliert. Einerseits ergibt sich dies indirekt aus der Ausweispflicht, andererseits gibt es gemäß § 1 Abs. 2 Satz 3 PAuswG keine generelle Pflicht zum Besitz eines Personalausweises: Wer alternativ einen gültigen Reisepass besitzt, muss nicht zusätzlich einen Personalausweis besitzen, also auch keinen neuen beantragen. Die Praxis einiger Kommunen, ein Bußgeld zu verhängen, wenn versäumt wurde, den Personalausweis vor Ablauf der Gültigkeit zu erneuern, ist daher nur zulässig, wenn die Betroffenen auch keinen gültigen Pass besitzen.
Den Verlust des Personalausweises muss der Ausweisinhaber umgehend der Personalausweisbehörde melden. Bei eingeschalteter Online-Ausweisfunktion hat nach § 27 Abs. 2 PAuswG der Inhaber zumutbare Maßnahmen zum Schutz der zur Nutzung der elektronischen Funktionen notwendigen Geheimnummer (PIN) zu treffen. Außerdem hat der Inhaber technische und organisatorische Maßnahmen zu ergreifen, sodass auf elektronische Funktionen des Ausweises nur in einer sicheren Umgebung mit Geräten zugegriffen werden kann, die vom BSI zertifiziert sind (§ 27 Abs. 3 PAuswG). Das Bundesinnenministerium empfiehlt, regelmäßig das Betriebssystem zu aktualisieren und eine aktuelle Firewall sowie ein aktuelles Antivirenprogramm zu verwenden. Wenn das Kartenlesegerät keine Tastatur hat, soll die Bildschirmtastatur der AusweisApp verwendet werden. Insbesondere bei einem Basislesegerät soll der neue Personalausweis nicht länger als nötig auf das Lesegerät gelegt werden.

### Versagung und Entzug des Personalausweises
Am 17. Oktober 2014 einigten sich das Bundesinnenministerium sowie die Innenminister der Länder darauf, dass eine derartige Grundlage für die Sicherstellung des Personalausweises geschaffen wird. Damit soll vor allem die Ausreise von deutschen Staatsangehörigen verhindert werden, die sich der Terrororganisation „Islamischer Staat“ anschließen wollen, da der deutsche Ausweis zur Einreise in die Türkei berechtigt und diese Personen dann anschließend nach Syrien oder in den Irak gelangen können. Diesen Personen wird nach Aussage des Bundesinnenministers Thomas de Maizière ein Ersatz-Personalausweis ausgestellt, der nicht zur Ausreise aus dem Bundesgebiet berechtigt. Auch Fußball-Hooligans wurde der Personalausweis schon entzogen und ein Ersatz-Personalausweis ausgestellt.
Diese Möglichkeit der Versagung und Entziehung des Personalausweises wurde in § 6a des PAuswG normiert. Die maximale Gültigkeitsdauer des Ersatz-Personalausweises wurde auf drei Jahre festgelegt (§ 6 Abs. 4a PAuswG). Er kostet eine Gebühr von zehn Euro (§ 1 Abs. 2 PAuswGebV).
Weitere Möglichkeiten der Versagung und des Entzuges existieren derzeit nicht, während ein Reisepass aus diversen Gründen, etwa wegen eines Haftbefehls, versagt werden kann.

## Informationen auf dem Personalausweis

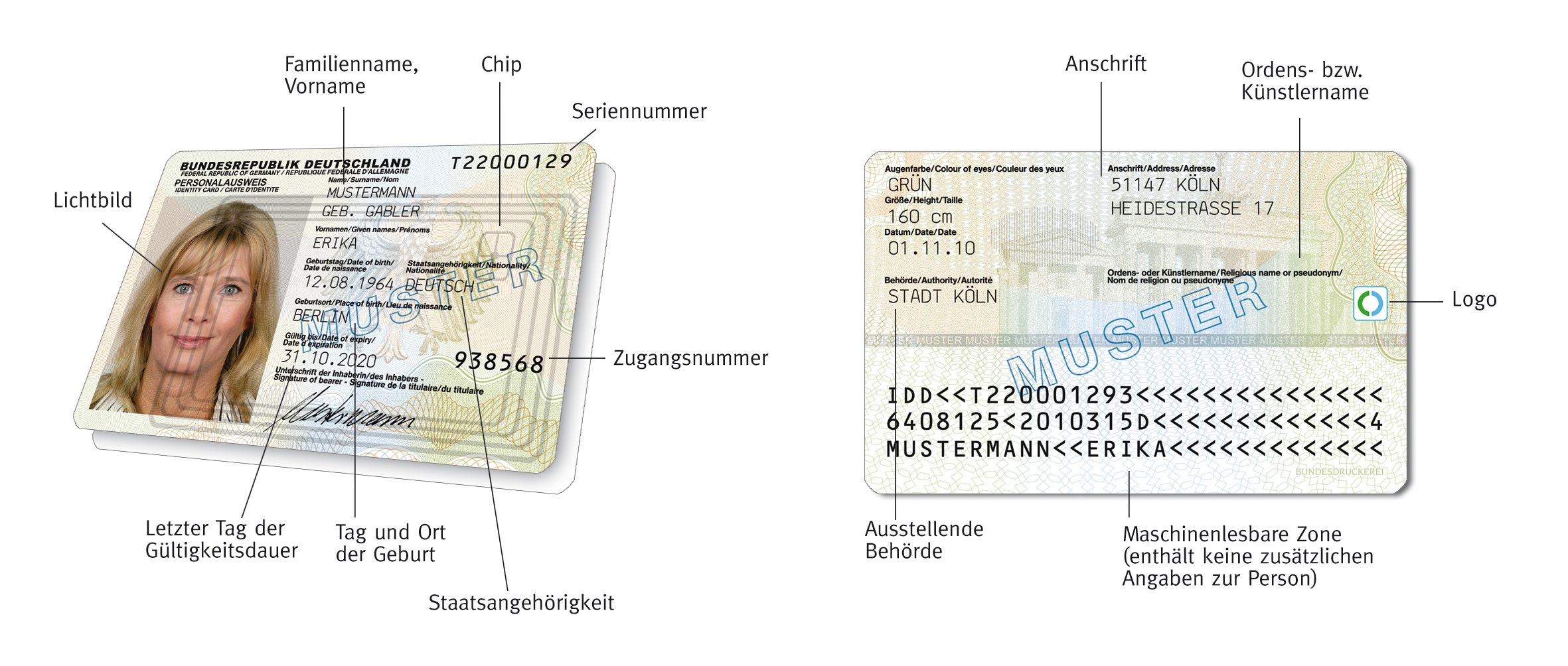
Aufbau des neuen Personalausweises in der Fassung bis 1. November 2019

Welche Angaben der Personalausweis enthalten muss und enthalten darf, bestimmt § 5 des Personalausweisgesetzes. Abs. 2 regelt die klar sichtbaren Angaben, Abs. 4 die Angaben der maschinenlesbaren Zone und Abs. 5 die Angaben auf dem RFID-Chip. Nach § 26 Abs. 2 PAuswG werden die Fingerabdrücke bei der Personalausweisbehörde spätestens gelöscht, sobald der Ausweis ausgehändigt wurde, und anders als bei der elektronischen Gesundheitskarte wird nach Abs. 4 keine zentrale Datei der biometrischen Daten angelegt. Die Legendentexte sowie die Begriffe „Bundesrepublik Deutschland“ und „Personalausweis“ sind auch ins Englische und Französische übersetzt, die beiden Arbeitssprachen der UNO.

### Vorderseite

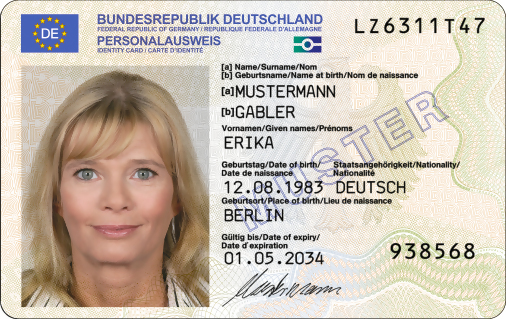
Vorderseite des Personalausweises in der ab 2. Mai 2024 ausgegebenen Fassung

- Familienname – siehe § 5 Abs. 2 PAuswG. Adelstitel sind in Deutschland als Namensvorsatz Teil des Familiennamens.
  - gegebenenfalls Geburtsname
  - gegebenenfalls Doktorgrad (bis Mai 2024)[55]
- Vorname
  - gegebenenfalls weitere Vornamen
- Geburtstag
- Staatsangehörigkeit
- Geburtsort
- Gültigkeitsdatum
- alphanumerische Ausweisnummer/Seriennummer (oben rechts)
- Zugangsnummer/Card Access Number (kurz: CAN, 6-stellige Zahl rechts neben dem Gültigkeitsdatum; nicht auf alten Personalausweisen). Sie wird benötigt, wenn bei der Verwendung der Online-Funktion des Personalausweises die PIN zweimal falsch eingegeben wurde. Um eine Sperrung der Online-Ausweisfunktion durch eine dritte PIN-Fehleingabe zu verhindern, wird vor dieser aufgefordert, die CAN einzugeben. Des Weiteren wird die CAN auch für das Vor-Ort-Auslesen benötigt, z. B. um Name und Anschrift automatisch in ein Formular zu übernehmen. Behörden und Unternehmen, die diese Funktion anbieten, benötigen dazu eine staatliche Berechtigung (Zertifikat).[56]
- Unterschrift des Inhabers
- Passbild (biometrietaugliches Graustufen- oder Farbbild). Das Foto sollte bei Beantragung eines neuen Personalausweises nicht älter als sechs Monate sein.
- bei alten Personalausweisen die maschinenlesbare Datenzone

### Rückseite

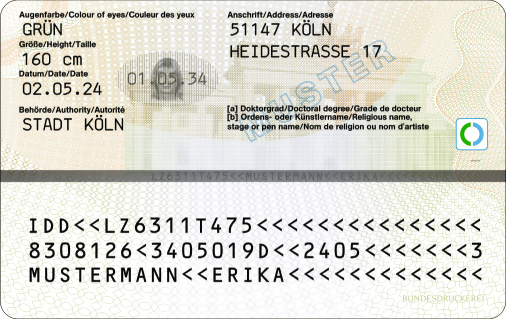
Rückseite des Personalausweises in der ab 2. Mai 2024 ausgegebenen Fassung

- Wohnanschrift mit fünfstelliger Postleitzahl (Hauptwohnsitz; bei Auslandsdeutschen kann der Vermerk „keine Wohnung in Deutschland“ eingetragen sein, seit 1. November 2019 aber auch eine Adresse im Ausland)
- Augenfarbe
- Körpergröße
- Ausstellungsdatum
- ausstellende Behörde
- gegebenenfalls Ordens- oder Künstlername
- gegebenenfalls Doktorgrad (seit Mai 2024)[55]
- dreizeilige maschinenlesbare Datenzone mit Ausweisnummer (bei Personalausweisen, die vor dem 1. November 2010 beantragt wurden: zweizeilig auf der Vorderseite)

### Sicherheitsmerkmale
Der Personalausweis weist vielfältige Sicherheitsmerkmale auf. Neben zahlreichen drucktechnischen und materialseitigen Absicherungen befindet sich auf der Rückseite des neuen Personalausweises in dem waagerecht verlaufenden Hologrammstreifen die Ausweisnummer und der Name des Inhabers negativ ausgespart (Laserbeschriftung). Laut Bundesministerium des Innern machen diese Merkmale den Ausweis zu einem der fälschungssichersten Dokumente der Welt.
Seit November 2001 sind neue, unter dem geschützten Sammelbegriff „Identigram“ zusammengefasste zusätzliche Sicherheitsmerkmale auf der Vorderseite des Personalausweises eingearbeitet: Das Lichtbild und die maschinenlesbare Zone sind zusätzlich holografisch versetzt zu den gedruckten Daten dargestellt. Im untersten Viertel des Lichtbildbereiches ist seit einiger Zeit bei Ansicht unter flachem Betrachtungswinkel ein zusätzliches, als „kreisrunder roter Punkt“ wahrnehmbares Merkmal zu erkennen (ø ca. 5 mm – maschinenlesbares Sicherheitsmerkmal). Rechts auf der Karte – über dem gedruckten Lichtbild und dem Bundesadler – liegen kinegrafische Strukturen, die unter einer Punktlichtquelle (etwa mit direktem Sonnenlicht oder Halogenspot) sichtbar werden.

### Maschinenlesbare Zone
Die maschinenlesbare Zone (abgekürzt: MRZ, englisch machine readable zone) befindet sich seit dem 1. November 2010 auf der Rückseite und besteht aus drei Zeilen:
IDD<<AusweisnummerP<<<<<<<<<<<
GeburtP<GültigPD<<JJMM<<<<<<<P
Familienname<<Vorname<<<<<<<<<
- Zeile 1:
  - Anfangskennung (I), Dokumentenart (D),[60] Ausstellerstaat (Deutschland);
  - Ausweisnummer (befindet sich auch auf der Vorderseite rechts oben, ohne Prüfziffer), bestehend aus:
    - Kennzahl der ausstellenden Behörde (1. bis 4. Ziffer);
    - zufällig vergebene Nummer (5. bis 9. Ziffer);
    - Prüfziffer P (10. Ziffer); ungenutzte Felder am Ende werden durch das Zeichen < aufgefüllt.
- Zeile 2:
  - Geburtsdatum im Format JJMMTT mit abschließender Prüfziffer P und nachfolgendem Füllzeichen <;
  - Letzter Tag der Gültigkeit im Format JJMMTT mit abschließender Prüfziffer P;
  - Staatsangehörigkeit D; ungenutzte Felder am Ende werden durch das Zeichen < aufgefüllt;
  - Im Bereich für optionale Daten seit 2021 eine Versionsnummer: eine vierstellige Zahl im Format JJMM, derzeit '2405' für Personalausweise des Typs „Jahr 2024, Mai“. Diese Angabe beeinflusst dann auch die
  - Prüfziffer P für die gesamte Zeile am Zeilenende.
- Zeile 3:
  - Familienname, Vornamen; ungenutzte Felder am Ende werden durch das Zeichen < aufgefüllt.

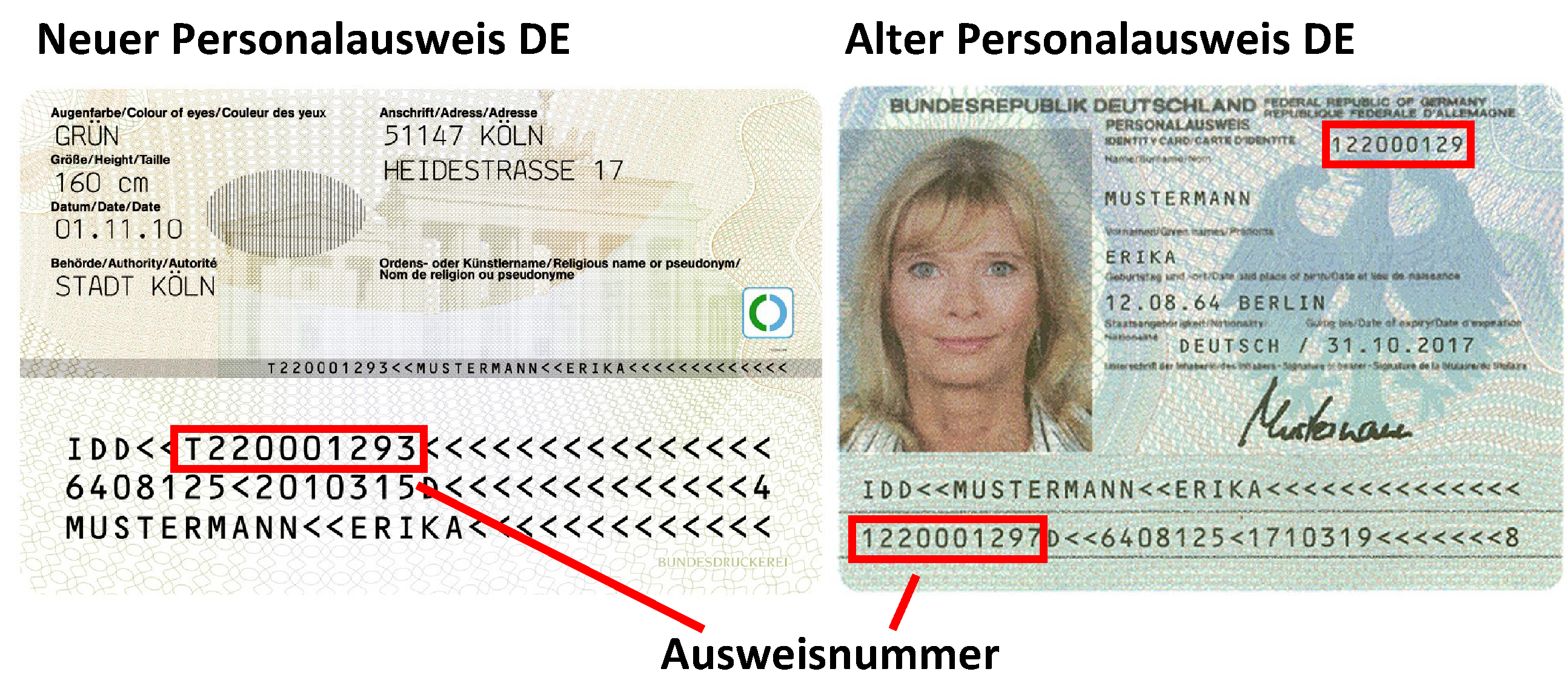
Maschinenlesbare Bereiche auf dem neuen und alten Personalausweis
(Achtung: Links ist die Prüfziffer fälschlicherweise mit umrandet!)

Die MRZ verwendet die Schriftart OCR-B, eine für die optische Zeichenerkennung entwickelte Schriftart. Umlaute, diakritische Zeichen, „ß“ und andere Sonderbuchstaben (wie z. B. æ, œ, ð, þ) im Namen werden in der MRZ entweder umschrieben (z. B. Müller → MUELLER, Groß → GROSS) oder durch einfache Buchstaben ersetzt (z. B. Jérôme → JEROME). Das bedeutet, dass der Name im Dokument auf zweierlei Weise geschrieben ist, was – besonders im Ausland – für Verwirrung und Verdacht auf Dokumentenfälschung sorgen kann. Es wird empfohlen, für Visa, Flugtickets usw. exakt die in der MRZ benutzte Schreibweise zu verwenden und sich im Zweifelsfall auf diese zu berufen. Das deutsche Namensrecht (Nr. 38 NamÄndVwV) erkennt Sonderzeichen im Familiennamen als Grund für eine offizielle Namensänderung an (auch eine bloße Änderung der Schreibweise, z. B. von Müller zu Mueller oder von Weiß zu Weiss gilt als solche). Am 1. Oktober 1980 stellte das Bundesverwaltungsgericht noch einmal fest, dass die technisch bedingte fehlerhafte Wiedergabe von Sonderzeichen auf elektronischen Systemen ein wichtiger Grund für die Änderung des Familiennamens sein kann (der Kläger wollte die Schreibweise seines Namens von Götz in Goetz ändern, war aber damit zunächst beim Standesamt gescheitert).
Der maschinenlesbare Bereich auf der Vorderseite der bis 31. Oktober 2010 beantragten Personalausweise ist zweizeilig:
IDD<<Familienname<<Vorname<<<<<
NummerPD<<GeburtP<<GültigP<<<<<P
- Zeile 1:
  - Anfangskennung (I), Dokumentenart (D), Ausstellerstaat (Deutschland), gefolgt von <<;
  - Familienname, gefolgt von <<
  - Vorname (bei mehreren Vornamen nur der Rufname), anschließend bis zum Zeilenende <.
- Zeile 2:
  - Ausweisnummer mit anschließender Prüfziffer P, Staatsangehörigkeit D und <<;
  - Geburtsdatum im Format JJMMTT mit anschließender Prüfziffer P und <<;
  - Ablaufdatum im Format JJMMTT mit anschließender Prüfziffer P und < bis zum Ende;
  - Prüfziffer P für die gesamte Zeile am Zeilenende.

Anhand dieser Ausweisnummer bzw. der Geburtstagsdaten kann mit Hilfe des sogenannten Altersnachweissystems herausgefunden werden, ob eine Person bereits volljährig ist (zum Teil im Internet als „Beweisführung“ für die Volljährigkeit verwendet). Da es relativ sehr leicht möglich ist, eine gültige Nummer zu erzeugen, wird dieser Test als unsicher angesehen. Der RFID-Chip des neuen Personalausweises ermöglicht den Altersnachweis ohne Übermittlung des Geburtsdatums, es wird lediglich übermittelt, ob der Ausweisinhaber ein bestimmtes Alter erreicht hat oder nicht.

## Der elektronische Personalausweis (nPA)

Logo des neuen Personalausweises. Das Piktogramm „Zwei Welten“ ohne Text befindet sich auf der Rückseite des neuen Ausweises sowie auf geeigneten Lesegeräten und Automaten

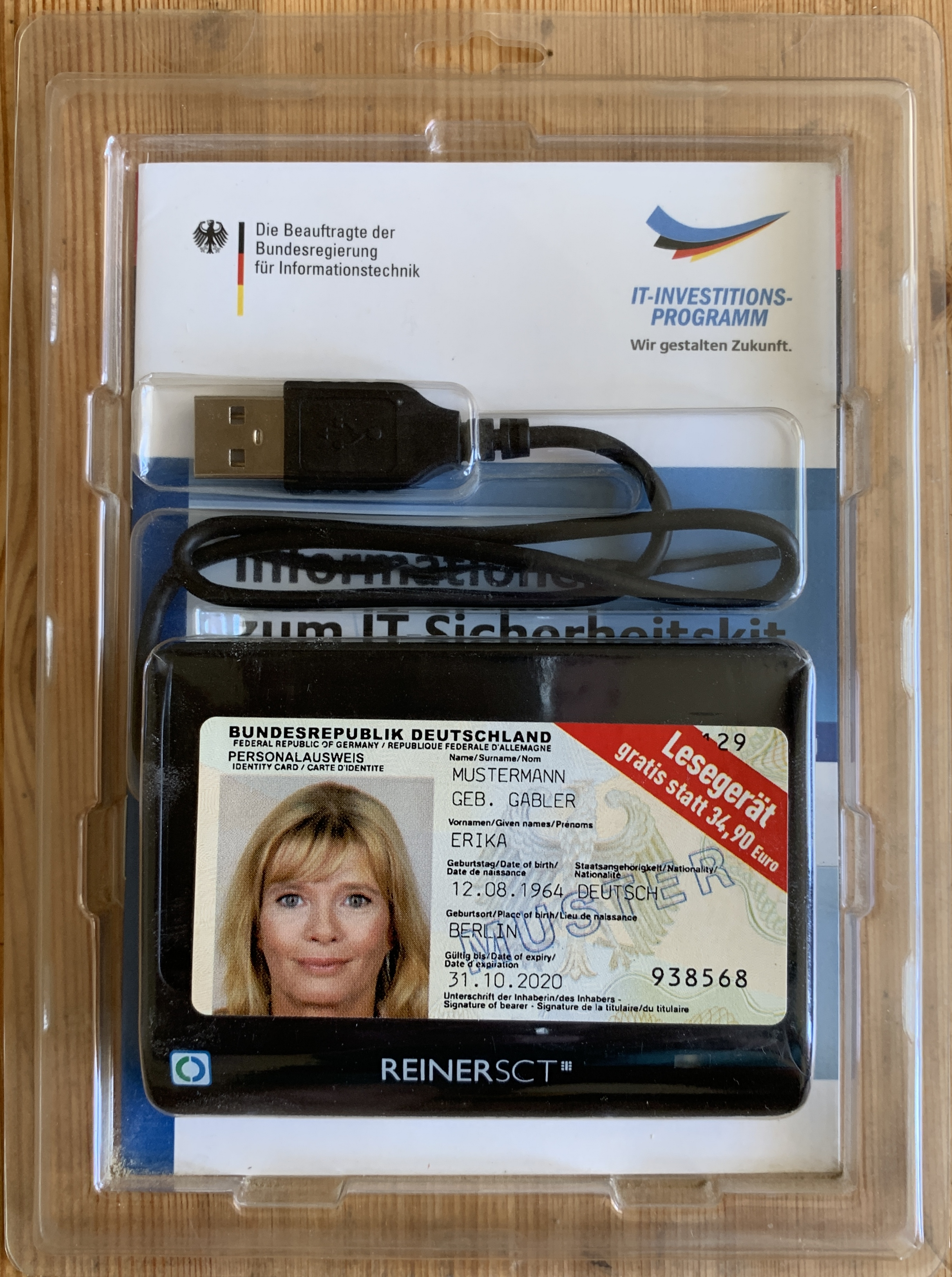
Lesegerät für den „nPA“

Am 18. Dezember 2008 beschloss der Deutsche Bundestag die Einführung des neuen Personalausweises zum 1. November 2010. Die 2009 mitregierende FDP-Fraktion wollte allerdings noch im Frühjahr 2010 die Einführung bis 2020 aussetzen. Dies wurde allerdings nicht in die Tat umgesetzt, und mit der Einführung des neuen elektronischen Personalausweises (nPA) trat auch eine Neufassung des Personalausweisgesetzes in Kraft. Für die Aktivierung der Funktionen muss der Benutzer ein NFC-fähiges Gerät einsetzen.
Neu sind das in ISO/IEC 7810 beschriebene ID-1-Format („Scheckkartenformat“, 85,6 mm × 53,98 mm) und der enthaltene RFID-Chip, der verschiedene Formen der elektronischen Authentisierung ermöglichen soll. Diese lassen sich unterteilen in hoheitliche und nicht-hoheitliche Funktionen. Die hoheitlichen Funktionen eines biometriegestützten, elektronischen Personaldokuments, die auch im biometrischen Reisepass vorhanden sind, können nur durch Behörden benutzt werden. Zusätzlich wurden nichthoheitliche Funktionen implementiert, z. B. zur elektronischen Authentifikation gegenüber Dritten zum Beispiel im Internet. Das Protokoll dieser Funktionen wurde vom Bundesamt für Sicherheit in der Informationstechnik (BSI) entwickelt und ist in der Technischen Richtlinie BSI TR-03110 beschrieben.
Die RFID-Technik arbeitet gemäß ISO/IEC 14443 und ist für eine Reichweite von 5 bis 10 cm ausgelegt (unter Laborbedingungen sind zwei bis drei Meter erreichbar). Durch das verwendete Protokoll Password Authenticated Connection Establishment (PACE) lassen sich Informationen aus dem Personalausweis nur bei Kenntnis der PIN kontaktlos auslesen. Das Protokoll stellt zudem sicher, dass es nicht möglich ist, einen Ausweis ohne die PIN wiederzuerkennen, d. h., es können keine anonymen Bewegungsprofile erstellt werden. Der Ausweis ist zudem gegen Angriffe auf die PIN nach der Brute-Force-Methode geschützt, indem er nach dreimaligem Fehlversuch die Kenntnis einer PUK verlangt, die wiederum nur zehnmal verwendet werden kann. Eine Ausnahme besteht für Geräte von staatlichen Stellen. Diese benötigen die PIN für den Zugriff nicht und können so die PIN z. B. bei Verlust oder zehnmaliger Benutzung der PUK zurücksetzen.
Folgende Informationen des Inhabers werden digital auf dem Personalausweis gespeichert:
- Familienname, gegebenenfalls Geburtsname
  - gegebenenfalls Doktorgrad
  - gegebenenfalls Ordens- oder Künstlername
- Vornamen
- Geburtsdatum
- Geburtsort
- Anschrift mit Postleitzahl
- Lichtbild
- Seriennummer
- zwei Fingerabdrücke

Nicht gespeichert werden die eigenhändige Unterschrift, die Körpergröße und die Augenfarbe.

### Vorgaben für das Lichtbild auf dem deutschen Personalausweis
Für den deutschen Personalausweis werden seit dem 1. November 2010 nur noch biometrische Ausweisbilder akzeptiert. Diese müssen einige formale Vorgaben erfüllen, um vom Bürgeramt als Foto für den Personalausweis akzeptiert zu werden. Die wichtigsten Vorgaben sind die Folgenden:
- Größe des Fotos: 3,5 cm × 4,5 cm
- Die Gesichtsgröße sollte ca. 80 % der Fotohöhe ausmachen, dies sind ca. 3,4 cm. Es ist darauf zu achten, dass das Gesicht komplett auf dem Foto abgebildet und nicht abgeschnitten ist.
- Die Auflösung des Fotos sollte laut Empfehlung 600 dpi betragen.
- Der Hintergrund des Fotos für den Personalausweis sollte einheitlich und neutral sein und genug Kontrast zwischen Kopf und Hintergrund bieten.
- Das Bild sollte scharf sein, damit die Person gut zu erkennen ist.
- Das Gesicht sollte auf dem Foto gut ausgeleuchtet sein und weder zu hell noch mit Schatten im Gesicht fotografiert werden.
- Der Kopf sollte eine gerade und zentrale Position auf dem Foto haben, der Gesichtsausdruck sollte als neutral und seriös beschrieben werden können. Grinsen oder Grimassen werden nicht akzeptiert.
- Brillenträger können mit Brillen abgebildet werden, solange diese weder Gesicht noch Augen verdecken und sich das Licht nicht in den Brillengläsern spiegelt.
- Grundsätzlich sind Kopfbedeckungen nicht gestattet, aber aus religiösen Gründen können Ausnahmen gemacht werden, solange die Kopfbedeckung das Gesicht nicht bedeckt.
- Die Augen müssen auf dem Foto offen sein und die Blickrichtung sollte direkt in die Kamera sein.

### Hoheitliche Funktion

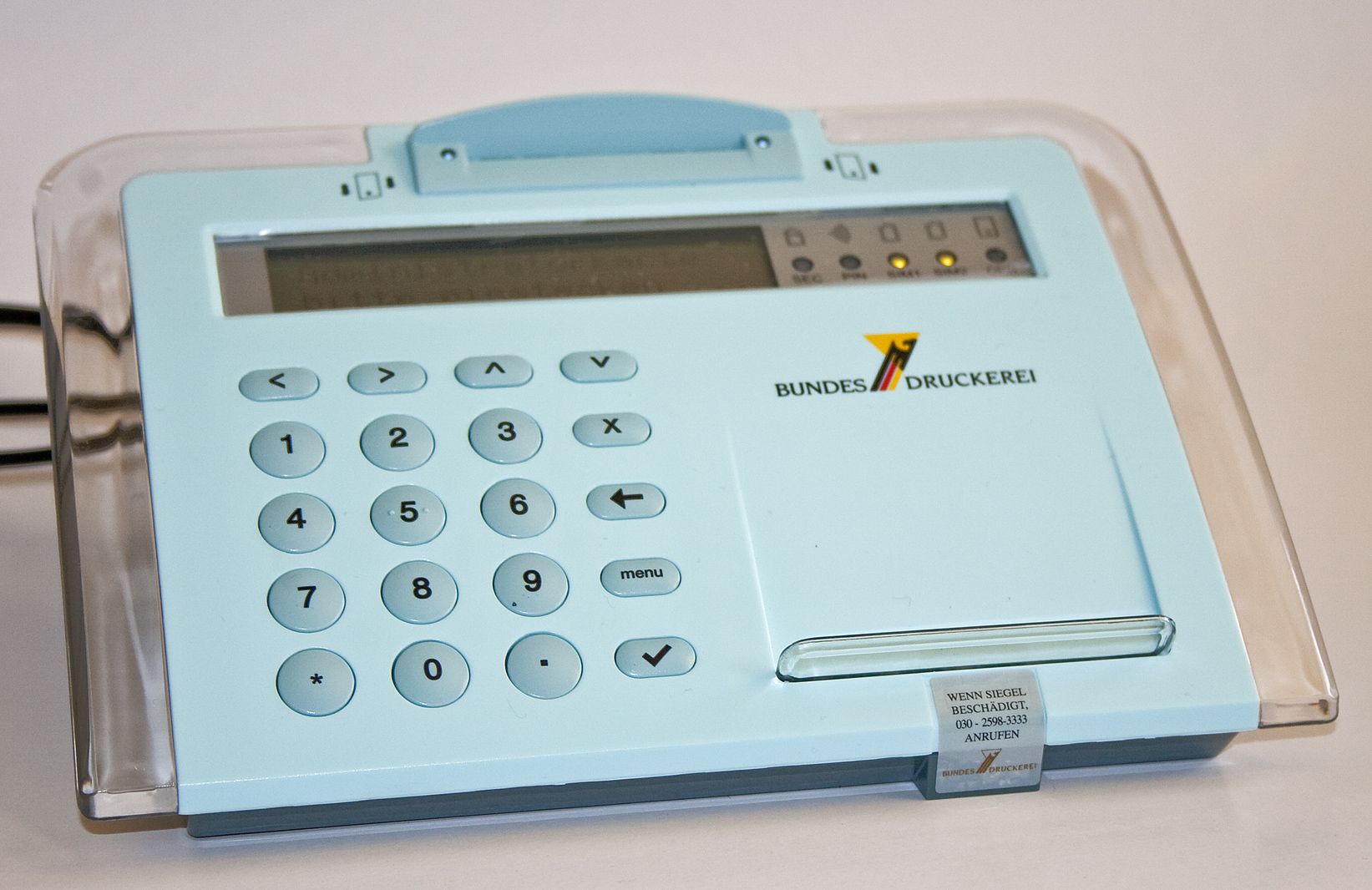
Änderungsterminal für den neuen Personalausweis

Die Funktion als biometriegestütztes Reisedokument entspricht im Wesentlichen der Realisierung im neuen elektronischen Reisepass (ePass) und soll mindestens den Anforderungen der ICAO und der europäischen Spezifikation für den Zugriff auf die freiwillig im Chip gespeicherten Fingerabdrücke entsprechen.
Der elektronische Personalausweis ist damit weiterhin als Passersatz innerhalb der Europäischen Union gültig und bietet fast die gleichen Funktionen wie der ePass. Die Speicherung der Fingerabdrücke des rechten und linken Zeigefingers sind sowohl beim ePass als auch beim neuen Personalausweis verpflichtend. Bis zum 1. August 2021 war die Speicherung der Fingerabdrücke beim neuen Personalausweis freiwillig, die Erklärung über diese Entscheidung war bei der Beantragung schriftlich abzugeben.
Die Daten des Personalausweises sind für öffentliche Stellen nur mit hoheitlichen Berechtigungszertifikaten und zusätzlich nach Eingabe einer auf dem Personalausweis angezeigten Information (Zugangsnummer oder MRZ) auslesbar. Biometrische Daten dürfen nur durch folgende öffentliche Stellen ausgelesen werden:
- Polizeivollzugsbehörden
- Zollverwaltung
- Steuerfahndungsstellen der Länder
- Pass-, Personalausweis- und Meldebehörden

Neu gegenüber den bereits im ePass gespeicherten Daten ist allerdings, dass diese Daten auch von den gemeindlichen Meldebehörden geändert werden können. Dies ist beispielsweise bei einem Wohnortwechsel notwendig. Die aufgedruckte Adresse wird jedoch weiterhin mit Hilfe eines Aufklebers geändert. Im neuen Personalausweis ist wie beim Reisepass ein biometriefähiges Passbild zu verwenden. Auf Wunsch können wieder Ordens- und Künstlernamen erfasst werden. Neu ist die Postleitzahl im Anschriftenfeld.
Den Passbehörden steht ein Änderungsterminal zur Verfügung, um nachträglich Daten und Funktionen ändern zu können. Die Passbehörde kann folgende Daten ändern:
- Ein- und Ausschalten der eID-Funktion,
- Wechsel der Wohnadresse und damit gegebenenfalls des amtlichen Gemeindeschlüssels,
- Neusetzen der Geheimnummer (am PC des Bürgers oder in der Personalausweisbehörde möglich).

Andere Daten, wie ein neuer Name nach der Eheschließung, lassen sich im Personalausweis nicht ändern. In diesen Fällen muss ein neuer Personalausweis ausgestellt werden.

### Nicht hoheitliche Funktionen

#### eID-Funktion
Der neue Personalausweis (nPA)kann im Internet den gleichen Identitätsnachweis liefern, wie es die Funktion als Sichtdokument außerhalb des Internets bietet. Der Nutzer hat die Möglichkeit, sich gegenüber Dritten (Behörde oder privater Dritter) eindeutig und authentisch auszuweisen. Möglich macht dies eine Anwendung, die von Bürgern kostenlos heruntergeladen werden kann, und mit der man im Internet die eID-Funktion nutzen kann. Die erste Version hieß AusweisApp (ursprüngliche Bezeichnung: „Bürger-Client“) und wurde 2010 im Auftrag des Bundesinnenministeriums vom Schweizer Unternehmen OpenLimit SignCubes AG aus Baar (Kanton Zug) geliefert. 2014 wurde die AusweisApp durch die Nachfolgesoftware AusweisApp2 ersetzt, eine Open-Source-Anwendung, die von der Bremer Firma Governikus, ebenfalls im Auftrag des Innenministeriums, entwickelt worden ist. Die AusweisApp2 steht für Windows, macOS, Android, diverse Linux-Distributionen, FreeBSD und iOS zur Verfügung. Im November 2023 wurde die AusweisApp2 in AusweisApp umbenannt.
Diensteanbieter, die ihren Kunden die Möglichkeit der Authentifizierung per elektronischem Personalausweis anbieten, müssen sich zunächst gegenüber dem neuen Personalausweis authentisieren und die Berechtigung zum Zugriff auf bestimmte Datenfelder des neuen Personalausweises nachweisen. Dazu erhält der Dienstanbieter von einer zentralen Bundesstelle ein elektronisches Berechtigungszertifikat. In diesem Zertifikat werden die Datenfelder definiert, die der Dienstanbieter auslesen darf. Dieses Zertifikat wird zum elektronischen Personalausweis des Nutzers übertragen und intern im Personalausweis überprüft. Nachdem sich im Anschluss der neue Personalausweis (nPA) auch gegenüber dem Diensteanbieter als authentisch bewiesen hat, hat der Nutzer die Möglichkeit, die vom Diensteanbieter angeforderten Daten mit seiner persönlichen geheimen PIN freizugeben und zu übermitteln.
Bei der Beantragung des neuen Personalausweises erhält der Antragsteller Informationsmaterial zum elektronischen Identitätsnachweis. Der Empfang des Informationsmaterials ist schriftlich zu bestätigen.
Mit der Antragstellung ist der Antragsteller darüber zu informieren, dass der Ausweishersteller ihm nach der Produktion des Ausweises einen PIN-Brief auf dem Postwege zusenden wird. Der Erhalt des PIN-Briefes ist vom Ausweisinhaber schriftlich zu bestätigen. Dieser Brief enthält eine vorläufige Transport-PIN (fünfstellige Nummer), die der Ausweisinhaber benötigt, um nach Aushändigung des Ausweises sich vor der erstmaligen Nutzung des elektronischen Identitätsnachweises eine neue, nur ihm bekannte PIN (sechsstellige Geheimnummer) setzen zu können. Die Erstellung der Geheimnummer kann am heimischen PC mit Hilfe eines Lesegerätes, per Smartphone oder in jeder Personalausweisbehörde erfolgen. Mit dem Brief wird auch eine PUK übersandt, die der Ausweisinhaber benötigt, um die Blockierung der PIN nach dreimaliger Falscheingabe aufzuheben.
Zudem erhält der Ausweisinhaber ein Sperrkennwort, um die eID-Funktion an zentraler Stelle sperren lassen zu können. Mit ihm kann er ohne besonderen Grund jederzeit die sofortige Sperrung veranlassen (§ 10). Die Personalausweisbehörde hat den Antragsteller auf die Möglichkeit dieser Sperrung hinzuweisen. Sie speichert das Sperrkennwort im Personalausweisregister, sodass eine Sperre der eID auch nach dem Verlust des Kennwortes oder des PIN-Briefes möglich ist.
Alle Personalausweise werden mit eingeschalteter eID-Funktion ausgeliefert, wenn der Inhaber zum Zeitpunkt der Antragstellung 16 Jahre oder älter ist. Am 18. Mai 2017 beschloss der Bundestag, dass die eID-Funktion standardmäßig aktiviert ist und auch nicht mehr deaktiviert werden kann (Änderung des § 10 PAuswG). Früher konnte sich der Inhaber bei der Ausgabe des Personalausweises entscheiden, ob er die eID-Funktion einschalten oder ausgeschaltet lassen wollte. Diese Erklärung hatte er schriftlich abzugeben. Die Online-Ausweisfunktion kann erst ab 16 Jahren genutzt werden. Jugendliche, die am Tag der Antragstellung unter 15 Jahren und neun Monaten alt sind, erhalten daher keinen PIN-Brief. Sie können aber, wenn sie während der Gültigkeitsdauer ihres Ausweises 16 Jahre alt werden, ab diesem Zeitpunkt in ihrer Personalausweisbehörde die Online-Ausweisfunktion einschalten lassen und eine PIN setzen.
Der damalige Projektleiter der Personalausweis-Einführung beim Bundesinnenministerium, Andreas Reisen, teilte mit, dass man die AusweisApp nur drei Jahre unterstützen wird und plant, dass bis dahin die Privatwirtschaft eigene Zugriffsprogramme für den Personalausweis auf den Markt bringt.
Seit der Änderung von § 5 PAuswG mit Wirkung zum 1. November 2019 ist es möglich, eine Adresse im Ausland eintragen zu lassen und so digitale Verwaltungsdienstleistungen auch mit Wohnsitz im Ausland zu nutzen.
Nicht-deutschen Staatsangehörigen eines Mitgliedstaats der Europäischen Union oder eines Vertragsstaats des Abkommens über den Europäischen Wirtschaftsraum, die in Deutschland meldepflichtig sind, kann zu diesem Zweck eine eID-Karte ausgestellt werden.

#### Zugriff von Diensteanbietern
Diensteanbieter, die ihren Kunden die Möglichkeit der Authentisierung per elektronischem Personalausweis anbieten, müssen sich zunächst gegenüber dem neuen Personalausweis mit ihrem Berechtigungszertifikat authentisieren und die Berechtigung zum Zugriff auf bestimmte Datenfelder des neuen Personalausweises nachweisen. Um ein Berechtigungszertifikat zu bekommen, stellt der Dienstanbieter einen Antrag bei der Vergabestelle für Berechtigungszertifikate (VfB) mit den Attributen, die er auslesen möchte, und der Begründung, wieso er Zugriff auf diese Informationen benötigt.
Nach Genehmigung des Antrags kann sich der Diensteanbieter mit dem positiven Bescheid von der Vergabestelle für Berechtigungszertifikate an einen privaten Berechtigungszertifikate-Anbieter (BerCA) wenden und dort ein Berechtigungszertifikat erwerben.

##### eID-Server-Infrastruktur
Der Diensteanbieter benötigt nun einen eID-Server, der die Kommunikation mit dem Personalausweis herstellt. Diesen kann der Diensteanbieter entweder selbst betreiben und in seine Anwendung integrieren oder von externen Dienstleistern mieten und über SAML oder den eID-Webservice ansprechen.
Die privaten Schlüssel, die zur Authentisierung gegenüber dem Personalausweis benötigt werden, müssen auf einem zertifizierten Hardware-Sicherheitsmodul angelegt werden, welches vom eID-Server verwaltet wird. Die privaten Schlüssel dürfen das Hardware-Sicherheitsmodul nie verlassen. Der eID-Server fordert das Hardware-Sicherheitsmodul auf, einen neuen Schlüssel zu generieren, und schickt dann den öffentlichen Schlüssel zum konfigurierten BerCA, damit dieser das Zertifikat signieren kann. Dieses Zertifikat ist nur drei Tage gültig und muss deswegen automatisch vorher erneuert werden, indem ein neuer Schlüssel erstellt und der öffentliche Schlüssel zum Signieren zum BerCA gesendet wird.
Es ist nicht möglich, ein Berechtigungszertifikat zurückzuziehen, wie es mit SSL-Zertifikaten mittels Online Certificate Status Protocol möglich ist. Der Personalausweis speichert das Datum der Ausstellung des letzten gültigen Zertifikats, das er gesehen hat, und erlaubt dann keinen Zugriff mehr mit Zertifikaten, die vor diesem Datum abgelaufen sind.

##### Auslesen von Informationen
Vor dem Auslesen von Informationen aus dem Personalausweis legt der Diensteanbieter dem Personalausweis sein Berechtigungszertifikat vor und bestätigt den Besitz mit der Signatur einer Challenge, die er vom Personalausweis bekommen hat. Der Personalausweis überprüft zusätzlich noch, ob eine gültige Zertifikatskette zum staatlichen Root-Zertifikat existiert.
Der Personalausweis selber legt dem Diensteanbieter auch ein Zertifikat vor und signiert eine „Challenge“ für diesen, um den Besitz des privaten Schlüssels zu beweisen. Eine Charge von Personalausweisen verwendet den gleichen privaten und öffentlichen Schlüssel, damit keine eindeutige Identifizierung des Ausweises hierüber möglich ist.
In diesem Prozess wird der Benutzer zur Eingabe seiner PIN aufgefordert, die dann vom eID-Client oder vom Kartenleser dem Ausweis mitgeteilt wird.
Nach erfolgreicher Authentisierung wird eine verschlüsselte Verbindung zwischen dem Ausweis und dem eID-Server hergestellt, die weder im eID-Client noch im Kartenleser abgehört werden kann.
Folgende Daten können durch Eingabe der PIN freigegeben werden:
- Vor- und Familienname, gegebenenfalls Ordens- und Künstlername oder Doktorgrad
- „D“ für Bundesrepublik Deutschland
- Angaben zur Über- oder Unterschreitung eines bestimmten Alters (Altersbestätigung)
- Geburtstag und Geburtsort
- Anschrift
- Dokumententyp
- Angabe, ob der eigene Wohnort einem abgefragten Wohnort entspricht (Wohnortbestätigung)
- Pseudonyme Kennung

#### Pseudonymfunktion
Die im neuen Personalausweis integrierte Pseudonymfunktion dient der Identifikation des Ausweisinhabers, ohne dass personenbezogene Daten über das Internet übertragen werden müssen. Die Identifikation wird vom Ausweisinhaber durch Eingabe seiner sechsstelligen PIN abgeschlossen. Das Pseudonym ist an den Ausweis gebunden und ändert sich, wenn dieselbe Person einen neuen Ausweis bekommt. Für jeden Diensteanbieter generiert der Personalausweis ein eigenes Pseudonym, damit zwei Diensteanbieter nicht dieselbe Person anhand des Pseudonyms wiedererkennen können.

#### Alter- und Wohnortbestätigung
Anbieter von Automaten oder Internetdienstleistungen können Alters- und Wohnortabfragen über den nPA durchführen, ohne dass durch diesen das Geburtsdatum oder die Adresse offenbart werden. Die Anwendung bestätigt oder verneint lediglich die Abfrage, ob der Kartenbesitzer ein bestimmtes Alter überschritten hat oder in einem Ort, Regierungsbezirk oder Bundesland gemeldet ist.

#### Qualifizierte elektronische Signatur (QES)
Der neue Personalausweis (nPA) kann mittels eines RFID-Chips die Funktion einer Signaturkarte kontaktlos bieten. Er wird ohne Zertifikat für qualifizierte elektronische Signaturen (QES) ausgeliefert. Die Nachlademöglichkeit eines qualifizierten Signaturzertifikates ermöglicht es dem Inhaber des Personalausweises, einen Zertifizierungsdiensteanbieter seiner Wahl auszusuchen. Die Identitätsprüfung für die QES kann durch den Zertifizierungsdiensteanbieter mit Hilfe der eID-Funktion des neuen Personalausweises im Internet vorgenommen werden (§ 3 Abs. 1 Signaturverordnung).
Das Erstellen von QES mittels nPA wurde bis Mai 2017 von der Bundesdruckerei als Zertifizierungsstelle mit ReinerSCT als Vertriebspartner angeboten. Für die Nutzung der QES-Funktion musste ein entsprechendes – käuflich zu erwerbendes – Zertifikat nachgeladen werden. Für die Verwendung war die Seite sign-me  erforderlich (Stand: April 2017). Mit den sign-me Zertifikaten konnten u. a. PDF-Dokumente qualifiziert elektronisch signiert werden.
Dem seit Juli 2017 in Deutschland geltenden eIDAS-Durchführungsgesetz entsprachen diese Zertifikate der Bundesdruckerei nicht, sodass der Verkauf eingestellt wurde. Damit ist es nicht mehr möglich, die Signaturfunktion des Ausweises direkt zu nutzen. Stattdessen kann man nur noch online über sign-me – Signaturportal der Bundesdruckerei  QES-Signaturen für PDFs erzeugen.

### Sicherheitslücken
Versuche des Chaos Computer Clubs (CCC) haben gezeigt, dass die vom Bund am Anfang kostenlos verteilten Basislesegeräte eine Sicherheitslücke darstellen. Da die Basislesegeräte keine eigene Tastatur haben, muss die PIN für die eID-Funktion über den Computer eingegeben werden. Damit Angreifer nicht einfach mittels eines Keyloggers, der die Tastendrücke quasi „abhört“, in den Besitz der PIN gelangen können, empfiehlt das BMI die Verwendung der Bildschirmtastatur der AusweisApp. Entsprechende Schadsoftware kann natürlich eine derart eingegebene PIN protokollieren. Nur die teureren Standard- und Komfortlesegeräte haben eine integrierte Tastatur für die PIN-Eingabe und schützen somit vor dem Diebstahl der PIN. Dies stellt jedoch originär keine Sicherheitslücke des Ausweises oder der Lesegeräte dar, sondern des Computers, wenn auf diesem ein Keylogger installiert wurde. Die Nutzung eines Betriebssystems mit aktuellen Sicherheitsaktualisierungen, einer Firewall und Virenscannern kann daher das Angriffsszenario erschweren. Weiterhin ist das Angriffsszenario des Chaos Computer Clubs nur effektiv, wenn auch physischer Zugriff auf den Ausweis besteht (dieser muss also zusätzlich zur PIN entwendet werden oder beim externen Zugriff des Angreifers auf dem Lesegerät liegen). Solange der elektronische Personalausweis in einem Lesegerät stecke, können Angreifer die Identität bei Altersverifizierungsdiensten übernehmen, sofern sie im Besitz der PIN seien. Der Geschäftsabschluss im Internet sei jedoch nicht möglich.
In der Chaosradio-Sendung vom 29. September 2010 wurde ausgeführt, dass der physische Zugriff auf den neuen Personalausweis nicht notwendig sei, sofern der Rechner des Opfers dahingehend kompromittiert wurde, dass sich das Lesegerät für den neuen Personalausweis über eine Netzwerkverbindung fernsteuern lässt.

### Probleme

#### Einführungsphase
Im Vorfeld der Einführung des neuen Personalausweises (nPA) wurde vereinzelt bezweifelt, dass der neue Personalausweis rechtzeitig zum 1. November 2010 eingeführt würde. Die Kommunen müssten einen wesentlich höheren Aufwand betreiben als ursprünglich erwartet. Probleme bereiten etwa die von der Bundesdruckerei gestellten Änderungsterminals, die zur Beantragung des neuen Personalausweises benötigt werden. Viele Kommunen hätten Schwierigkeiten, die Änderungsterminals in ihre Systeme einzubinden. Die Schulung von Mitarbeitern und der Testbetrieb sei bislang kaum möglich gewesen. Außerdem wurde die Bundesdruckerei kritisiert, weil sie – Hard- und Softwareanforderungen betreffend – der zur Beantragung und Ausgabe der neuen Ausweise benötigten IT-Ausstattung der Behörden Microsoft-Produkte vorschreibe.

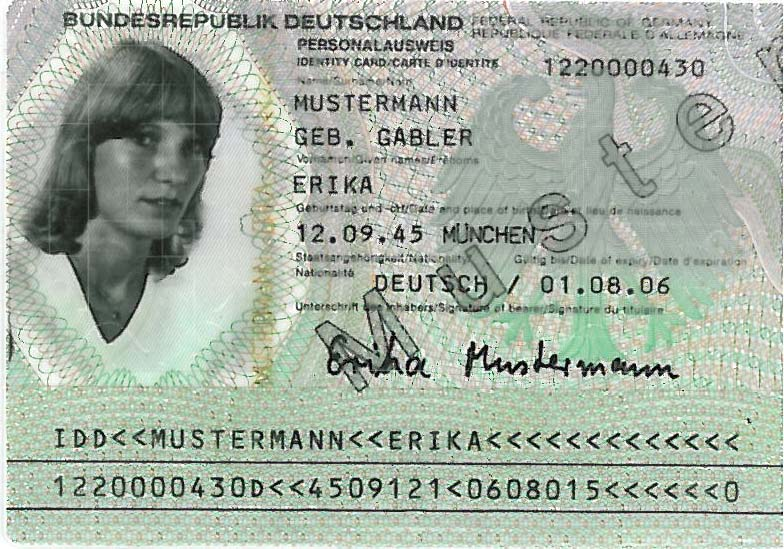
Der Rufname in der maschinenlesbaren Zone eines in ähnlicher Art bis zum 31. Oktober 2010 beantragbaren „alten“ Personalausweises

Schwierigkeiten bei der Datenübermittlung zwischen den Meldebehörden und der Bundesdruckerei nach Beantragung sowie solche, die Herstellung und Auslieferung des neuen Personalausweises betreffen, haben zum Teil lange Wartezeiten für Antragsteller zur Folge. Auch gestaltet sich die Aktivierung der digital abgespeicherten Chip-Daten des neuen Personalausweises nicht immer unproblematisch.
Ein Problem für manche Menschen, die in den Monaten September und Oktober 2010 den alten Personalausweis beantragten, ergab sich durch den Einsatz der für die Ausstellung des neuen Personalausweises geforderten Software. Dies betraf Antragsteller mit mehreren Vornamen, deren Rufname nicht der erste in der Geburtsurkunde eingetragene Vorname war. Sie bekamen daraufhin einen Ausweis ausgestellt, in dessen maschinenlesbarer Zone (MRZ) nun ein anderer als der von ihnen gewählte Rufname stand.

#### Nummerierung
Die Dokumentennummer setzt sich beim Personalausweis (wie beim Reisepass) aus den Ziffern 1 bis 9 und den Buchstaben C, F, G, H, J, K, L, M, N, P, R, T, V, W, X, Y, Z des lateinischen Alphabets zusammen. „Zur Vermeidung sinntragender Wörter und der Sicherstellung der Maschinenlesbarkeit wurde auf die Verwendung der Vokale (A, E, I, O, U) und bestimmter Konsonanten (B, D, Q, S) verzichtet.“
Die Zahl „0“ wird seit dem 1. November 2021 nicht mehr verwendet, der Buchstabe „O“ kommt generell nicht vor. Das erste Zeichen ist immer ein Buchstabe. Bei Personalausweisen, die vor dem 1. November 2023 ausgestellt wurden, kann die Dokumentennummer ausnahmsweise nur aus Buchstaben bestehen.

#### Schaltjahrproblematik
Bei den im Schaltjahr 2012 am 29. Februar beantragten oder auf den 29. Februar 2012 vordatierten Ausweisen kam es durch Softwarefehler zu falschen Eintragungen der Gültigkeitsdauer. Der korrekte Eintrag bei Anträgen am 29. Februar und 1. März 2012 im Feld „Gültig bis“ ist der 28. Februar 2022 (bzw. 2018 bei Antragstellung vor Vollendung des 24. Lebensjahres). Ausweise mit fehlerhafter Gültigkeitsdauer 27. Februar oder 1. März sind ungültig.

#### Fehlender Rufname, auch geänderter Rufname
Aufgrund einer Änderung der Verwaltungspraxis wird seit Ende 2010 in deutschen Personalausweisen bei Personen mit mehreren Vornamen der (meist geburtsurkundlich bestimmte) Rufname nicht mehr kenntlich gemacht. Dies hat zu einer erheblichen Rechtsunsicherheit geführt, da sowohl im behördlichen als auch privaten Rechts- und Geschäftsverkehr regelmäßig neben dem Nachnamen nur ein Vorname genutzt wird, nunmehr aber nicht mehr anhand eines Ausweisdokuments nachweislich ist, welcher von mehreren Vornamen der maßgebend zu verwendende sein soll. Dieser Umstand führt in der Praxis dazu, dass neuerdings bei mehreren Vornamen vorrangig auf den ersten Vornamen zurückgegriffen wird. Dadurch wird zwar der entstandenen Rechtsunsicherheit wirksam begegnet, allerdings werden dadurch Bürger, deren Rufname nicht der erste ist, gezwungen, einen Vornamen zu gebrauchen, der nicht dazu bestimmt war und mit dem sie sich weder selbst identifizieren noch von ihrem Umfeld identifiziert werden. Die hierfür ursächliche aktuelle Verwaltungspraxis wird daher in der Rechtswissenschaft als verfassungswidrig erachtet und insbesondere eine Verletzung des Persönlichkeitsrechts aus Art. 2 Abs. 1 GG i. V. m. Art. 1 Abs. 1 GG, des Gleichheitsgrundsatzes nach Art. 3 Abs. 1 GG sowie des Elternrechts nach Art. 6 Abs. 2 GG gerügt.
Dieser Umstand hat dazu beigetragen, dass es seit dem 1. November 2018 möglich ist, die Reihenfolge mehrerer Vornamen außerhalb eines behördlichen Namensänderungsverfahrens durch Erklärung des Namenträgers gegenüber dem Standesamt neu zu bestimmen (Vornamensortierung, § 45a PStG).
Im Zusammenhang mit den Corona-Impfausweisen kam es auch zu Differenzen und Unklarheiten über den richtigen Rufnamen. So wurde moniert, dass jahrelang verwendete Rufnamen auf dem Impfausweis mit dem standesamtlich eingetragenen Rufnamen auf dem Personalausweis oder Pass nicht übereinstimmten, wie z. B. Heinz versus Heinrich oder Fritz versus Friedrich. Teilweise mussten die Impf-Ausweise korrigiert werden. Das führte sogar dazu, dass Einlass zu Veranstaltungen verweigert wurden bis zu Problemen bei Einreisen in andere Länder.

#### Unterschiedliche Versionen
Seit Bestehen des elektronischen Personalausweises wurden Änderungen am Personalausweisgesetz verabschiedet, die eine Anpassung der RFID-Chips in den Personalausweisen durch die Bundesdruckerei bedeuteten. In § 18 PAuswG Absatz 3 sind die Daten definiert, die auf dem Chip gespeichert werden. Durch das Gesetz zur Förderung der elektronischen Verwaltung und weiterer Vorschriften aus dem Bundesgesetzblatt 43 vom 31. Juli 2013 ist das Merkmal Geburtsname (§ 18 PAuswG Absatz 3 Nummer 1a) als Datensatz hinzugekommen. Durch das Bundesgesetzblatt 46 vom 14. Juli 2017 ist dann mit dem Gesetz zur Förderung des elektronischen Identitätsnachweises zusätzlich noch der Datensatz letzter Tag der Gültigkeitsdauer (§ 18 PAuswG Absatz 3 Nummer 7a) hinzugekommen. Im Jahr 2018 waren dadurch drei unterschiedliche Versionen im Umlauf, wobei mit den unterschiedlichen Versionen nicht alle Dienste von Behörden gleich genutzt werden konnten. Die Antragsverfahren bei einigen Bundesämtern bedürfen zusätzlicher schriftlicher Anträge, wenn die erste und zweite Version des elektronischen Personalausweises verwendet wird. Eine Aktualisierung bestehender RFID-Chips auf den Personalausweisen durch die Bundesdruckerei ist nicht möglich.

### Hardware
Die im Personalausweis verbauten Chips entsprechen der Richtlinie 03127 „Architektur Elektronischer Personalausweis“ des Bundesamtes für Sicherheit in der Informationstechnik. Je nach Ausstellungsdatum ist in den Personalausweisen unterschiedliche Chip-Hardware verbaut und entstammt entweder dem Hersteller NXP Semiconductors oder Infineon Technologies. Die Chips verfügen über mindestens 128 kB EEPROM, 384 kB ROM sowie 9 kB RAM und einem 16-Bit-Prozessor. Laut Hersteller dürfen die Chips nur Temperaturen zwischen −25 °C und +85 °C ausgesetzt werden.
| Chipversion       | Hersteller.                     | Erstmalige Ausstellung |
| ----------------- | ------------------------------- | ---------------------- |
| NXP_P5CD128       | NXP Semiconductors Germany GmbH | 2. November 2010       |
| IFX_SLE78CLX1440P | Infineon Technologies AG        | 8. April 2011          |
| NXP_P60D144       | NXP Semiconductors Germany GmbH | 23. August 2013        |
| IFX_SLE78CLX1280P | Infineon Technologies AG        | 21. Oktober 2013       |
| IFX_SLC52         | Infineon Technologies AG        | ab Mai 2020            |
| NXP_P60D145       | NXP Semiconductors Germany GmbH | ab Q2 2020             |

## Verschiedenes
- Im Gegensatz zum Reisepass enthält der Personalausweis keine Geschlechtsangabe, weder in der visuellen Zone (VIZ) noch in der maschinenlesbaren Zone (MRZ[61]). Eine § 4 Abs. 1 Satz 2 Nr. 6 PassG vergleichbare Bestimmung fehlt im Personalausweisgesetz.
- In ganz Berlin und der DDR bestand bis zur deutschen Wiedervereinigung eine Mitführungspflicht des Personalausweises, was auf die Rechtsverordnungen der Siegermächte des Zweiten Weltkriegs bzw. auf DDR-Gesetze zurückging. Eine solche Mitführpflicht bedeutet, dass Ausweispapiere ohne sonstigen Anlass geprüft werden können. Heute dagegen dürfen Behörden, die in einer konkreten Situation zur Feststellung der Identität befugt sind (vorrangig die Polizei), zwar eine Person unter Umständen festhalten, wenn die Person sich nicht ausweisen kann und ihre Identität auch nicht auf andere Weise feststellbar ist. Im Unterschied zur Mitführungspflicht gilt das aber nur, „wenn und soweit dies zur Aufklärung einer Straftat geboten ist“ (§ 163b StPO).Alter Personalausweis bis Oktober 2010 unter UV-Licht

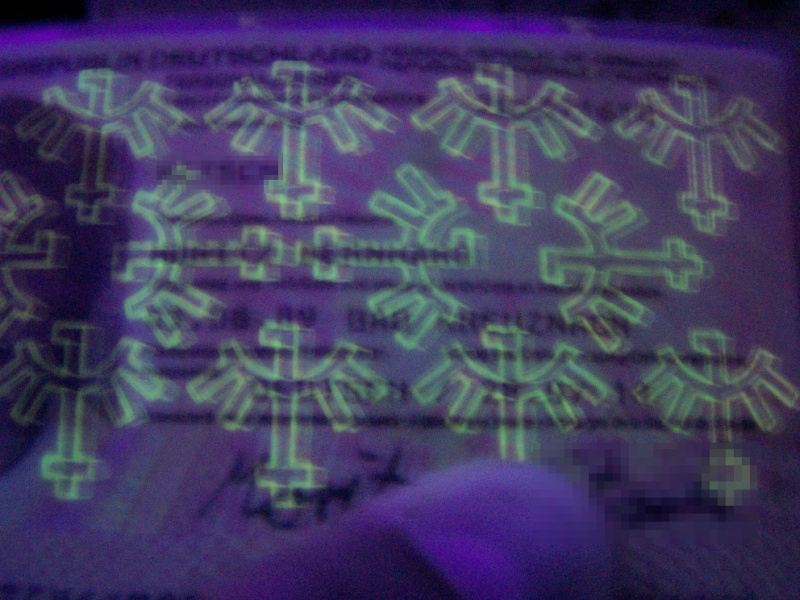
Alter Personalausweis bis Oktober 2010 unter UV-Licht

- Das Abschneiden einer Ecke oder das Unkenntlichmachen der Personalausweisnummer durch Lochen macht den Ausweis ungültig. Auf diese Arten werden Personalausweise von den zuständigen Stellen ungültig gemacht, etwa nach Verfall der Gültigkeit oder nach dem Tode des Inhabers. Ungültige oder ungültig gewordene Personalausweise, die nach dem 31. Oktober 2010 ausgestellt worden sind – sogenannte neue Personalausweise (nPA) –, und elektronische Aufenthaltstitel waren einige Zeit lang von den Behörden einzuziehen und durften nicht entwertet an die Besitzer ausgehändigt werden. Der Grund dafür war, dass aufgrund von Produktionstoleranzen nicht sichergestellt werden konnte, dass „entwertete“ Ausweisdokumente nicht doch noch funktionsfähige Chips enthalten.[106] Stand Oktober 2022 dürfen die Ausweise nach Entwertung und Ausschalten der Online-Funktion wieder an die Besitzer ausgehändigt werden.[107]
- Die Sollbruchstanzungen sind in Form von Schlitzperforationen im Ausweis als feine Linien sichtbar.
- Die letzte Ziffer der Personalausweisnummer ist eine Prüfsumme aller Ziffern dieser Zeile, sie beinhaltet keine weitere Information.
- Seit dem 1. September 2011 erhalten in Deutschland lebende Ausländer, die nicht der EU angehören, einen elektronischen Aufenthaltstitel, ein nationales Identitätsdokument, das, um die Vorgaben der ICAO im Hinblick auf die Gestaltung zu erfüllen, dem deutschen Personalausweis entspricht. So sind dort neben der Angabe der Art des Aufenthaltstitels auch sämtliche Personaldaten und die Wohnanschrift des Betroffenen in Deutschland aufgeführt. Der elektronische Aufenthaltstitel enthält – wie der deutsche Personalausweis auch – einen kontaktlosen Speicherchip.
- Laut einer Studie besaßen 2015 rund 41 % der 1000 befragten Internet-Nutzer ab 18 Jahren einen neuen Personalausweis. 32 % von diesen hatten die eID-Funktion freigeschaltet. Ein Lesegerät und damit die Befähigung, die eID Funktion auch zu nutzen, besaßen 38 % der nPA-Besitzer mit eID-Freischaltung.[108] Dies sind insgesamt 50 der 1000 befragten Nutzer oder 5 %.

## Wortherkunft
Der Begriff ‚Personalausweis‘ wurde 1916 im Reichsgesetzblatt des Deutschen Reichs angewandt.
Das Deutsche Wörterbuch von den Sprachwissenschaftlern Jacob und Wilhelm Grimm, die ab dem Jahr 1838 das größte und umfassendste Wörterbuch zur deutschen Sprache seit dem 16. Jahrhundert mit Wortbedeutungen und Belegen erstellten, beschreibt ‚personal‘ als Adjektiv, abgeleitet von lateinisch ‚personalis‘ = persönlich. Im Englischen steht ‚personal‘ ebenso für persönlich, z. B. ‚personal trainer‘ als persönlicher Trainer.
Die Eigenschaft ‚personal‘ im Sinn von persönlich findet laut den Belegen der Gebrüder Grimm Verwendung in Wortzusammensetzungen, so z. B. ‚Personalausweis‘. Dieser Begriff steht für persönlicher Ausweis. Siehe Eintrag ‚personal‘ im Deutschen Wörterbuch von Jacob und Wilhelm Grimm.
Der Begriff ‚Personalausweis‘ in der Bedeutung persönlicher Ausweis wird im Deutschen Reich im Reichsgesetzblatt aus dem Jahr 1916 in der Ausgabe Nr. 143 (Gesetz Nr. 5291, Seite 601–609) „Bekanntmachung, betreffend Ausführungsvorschriften zu der Paßverordnung“ auf Seite 603 als „Paßersatz“ benannt und auf Seite 609 ist die Mustervorlage des Personalausweises abgebildet.
Auf Seite 602 im Reichsgesetzblatt findet der Begriff ‚Personalbeschreibung‘ Verwendung, der der dargelegten Wortherkunft folgend für persönliche Beschreibung (des Passinhabers oder Personalausweisinhabers) steht.
Das im Reichsgesetzblatt verwendete Wort ‚Personalbeschreibung‘ ist im Deutschen Wörterbuch unter dem Eintrag ‚personal‘ dokumentiert.